# Десна (футбольний клуб)
«Десна́» — український професійний футбольний клуб із міста Чернігова. Заснований 1960 року під назвою «Авангард», 1961 року перейменований на «Десну». Учасник Прем'єр-ліги, який унаслідок боїв за Чернігів під час російського вторгнення в Україну 2022 року наразі тимчасово зупинив виступи у змаганнях, водночас зберігаючи за собою місце в еліті українського футболу.
Головним досягненням клубу в радянський період історії стала участь у Кубку СРСР 1965 року, в розіграші якого «Десна», здобувши перемоги над шістьома суперниками, зокрема над представником елітного дивізіону — бакинським «Нафтовиком», досягла 1/8 фіналу. 1968 року команда в протистоянні із сімома найкращими українськими колективами класу «Б» виборола путівку до другої групи класу «А» — другого за силою дивізіону радянського футболу, а 1982 року завоювала титул віце-чемпіона УРСР.
У чемпіонаті незалежної України протягом більш, ніж двох десятиліть «Десна» чергувала періоди виступів у Першій та Другій лігах. Найбільші успіхи в історії клубу пов'язані з тренерською роботою Олександра Рябоконя, який безперервно очолював «Десну» понад десятиріччя — з 2012 по 2022 роки. У сезоні 2016/17 «Десна» виграла срібні медалі Першої ліги та вперше у своїй історії здобула право виступати в Прем'єр-лізі, проте не була допущена до участі в змаганнях елітного дивізіону у зв'язку з невидачею атестату Федерацією футболу України. Попри це, вже наступного сезону команда посіла 3-тє місце в Першій лізі й вийшла до Прем'єр-ліги за результатами плей-оф.
У сезоні 2019/20 «Десна» перебувала серед лідерів українського футболу, ведучи боротьбу з київським «Динамо» та луганською «Зорею» за 2-ге місце в чемпіонаті України, яке надавало право на участь у кваліфікації Ліги чемпіонів. Підсумком стало 4-те місце — найвище досягнення в історії клубу, завдяки якому наступного сезону відбувся його дебют у єврокубках.
Серед найкращих вихованців «Десни» — віце-чемпіон Європи Олег Кузнецов і другий бомбардир у історії збірної України Андрій Ярмоленко. Зарекомендувавши себе в Чернігові, з «Десни» до київського «Динамо» був запрошений знаменитий у майбутньому воротар Віктор Банніков. Денис Фаворов, капітан «Десни» в її перших двох сезонах у елітному дивізіоні, за підсумками 2020 року був визнаний найкращим футболістом України. Олександр Рябоконь за роботу з командою визнавався тренером року в Прем'єр-лізі й за даними Міжнародного центру спортивних досліджень станом на березень 2022 року посідав 12-те місце серед усіх футбольних тренерів світу за тривалістю роботи у своєму клубі.

## Історія

### Радянський період

#### Заснування команди й перші сезони (1960—1964)
1960 року у зв'язку з масштабним розширенням складу учасників чемпіонату СРСР Чернігів отримав право бути представленим у класі «Б» — на той час другому за силою з двох дивізіонів радянського футболу. У місті було створено команду під назвою «Авангард», яка перебувала у віданні обласної ради однойменного спортивного товариства. На посаду старшого тренера було запрошено колишнього гравця київського «Динамо» Олександра Щанова, а його помічником став інший колишній «динамівець» Анатолій Жиган. Команда комплектувалася переважно вихованцями очолюваної раніше Щановим київської футбольної школи молоді, серед яких були володарі Кубка УРСР серед колективів фізкультури 1959 року в складі коростишівського «Шахтаря». «Авангард» узяв участь у зимовій першості Чернігівської області, під час якої 10 лютого 1960 року відбувся перший матч в історії команди, що завершився перемогою над збірною Ніжина з рахунком 3:0. Автором першого забитого голу в історії клубу став уродженець Чернігова Юхим Школьников. За підсумками обласної першості «Авангард» став переможцем, а його першим суперником серед команд майстрів під час підготовки до сезону став гомельський «Локомотив», у гостях у якого «Авангард» програв із рахунком 1:2.
Свій перший офіційний матч «Авангард» зіграв 17 квітня 1960 року в Кіровограді проти «Зірки», поступившись із рахунком 0:3. Наступний матч команда зіграла внічию з київським «Арсеналом» (0:0), після чого програла на своєму полі вінницькому «Локомотиву» з рахунком 0:6. У травні 1960 року Олександра Щанова було відправлено у відставку. Його обов'язки став виконувати Анатолій Жиган, затверджений на посаді старшого тренера в липні 1960 року. Під час сезону за рекомендацією футболістів, які перейшли до «Авангарду» з коростишевського «Шахтаря», звідти ж до команди запросили знаменитого в майбутньому воротаря Віктора Баннікова, якого раніше відрахували з житомирського «Авангарду» через свою нібито «безперспективність». Свій перший сезон у чемпіонаті СРСР чернігівська команда провела невдало, посівши в підсумку передостаннє, 16-те місце в 1-й зоні УРСР класу «Б». Сезон 1960 року став першим у складі команди для двох знакових постатей у її історії — легендарного капітана «Десни» 60-х Валерія Кравчинського та Юхима Школьникова, який зробив значний внесок у розвиток чернігівського футболу і як футболіст, і на тренерській ниві.
Наступного року команда отримала назву «Десна». Головним тренером був призначений Йосип Ліфшиць, у минулому відомий за виступами в київському «Динамо». Склад команди був значно підсилений — серед новачків виділялися Анатолій Матюхін, який мав досвід виступів у найвищому дивізіоні за єреванське та київське «Динамо», і якому в Чернігові довірили капітанську пов'язку, нападник Юрій Головей, який став першим у складі «Десни» майстром спорту СРСР, захисник Василь Міщенко, нападники Аркадій Гончаров і Володимир Гікаєв. У регулярному чемпіонаті «Десна» перебувала в групі лідерів. Особливістю тренерського стилю Ліфшиця були часом вдалі спроби заплутати суперника на початку матчів, випускаючи на поле захисників у футболках із номерами нападників і навпаки. За словами історика чернігівського футболу Віктора Мухи, «„Десна“—61 залишала враження досить сильної, яскравої, проте дещо імпульсивної команди. Як і характер її старшого тренера». Змагання в 1-й зоні УРСР «Десна» завершила на 5-му місці, після чого зустрілася в стикових матчах фіналу УРСР із сімферопольським «Авангардом», який посів таке ж місце в другій зоні. Переможцями протистояння стали кримчани (2:2 та 2:0), і за підсумками сезону «Десна» посіла 10-те місце в українських зонах класу «Б». Враховуючи, що в класі «А» на той час було три представники України, серед усіх українських команд чемпіонату «Десна» стала 13-ю — результат, що відповідає нинішній Прем'єр-лізі, який чернігівській команді вдалося перевершити лише через 57 років.
22 жовтня 1961 року на стадіоні імені Юрія Гагаріна в Чернігові відбувся перший в історії «Десни» міжнародний товариський матч. Суперником чернігівців стала шведська команда «Гаммарбю» (Стокгольм), яка під час турне Радянським Союзом також зустрічалася зі складеною з гравців «Зеніту» й «Адміралтійця» збірною Ленінграду та київським «Динамо». У першому таймі на швидкий гол стокгольмця Ларса Нордіна за 15 хвилин відповів найкращий бомбардир «Десни» в сезоні Аркадій Гончаров, і до кінця гри рахунок не змінився. Після завершення сезону Віктора Баннікова, який в окремих матчах демонстрував «гру на межі фантастики», за рекомендацією Йосипа Ліфшиця запросили до київського «Динамо». Згодом він двічі визнавався найкращим воротарем СРСР, тричі ставав чемпіоном і стільки ж разів — володарем Кубка Союзу.
1962 року «Десну» очолив московський фахівець Євген Горянський. Команду поповнили, зокрема, півзахисник челябінського «Локомотиву» Володимир Андрєєв, який раніше пограв у класі «А» за харківський «Авангард», і один із найкращих гравців українських команд класу «Б», нападник кіровоградської «Зірки» Вадим Третьяков. Під керівництвом Горянського «Десна» показувала яскраву та змістовну гру, завершивши перше коло зонального етапу на 3-му місці й водночас відставши від лідера, луганських «Трудових резервів», лише на одне очко. Після закінчення другої половини змагань команда стала 4-ю, після чого у фіналі за 7—17 місця УРСР посіла підсумкове 13-те місце з 39 учасників.
У розпал підготовки до сезону 1963 року Євген Горянський відгукнувся на пропозицію стати начальником новостворених львівських «Карпат», і новим старшим тренером «Десни» став маловідомий київський фахівець Михайло Чирко. Під його керівництвом команда виступила значно гірше, посівши в зональних змаганнях 11-те місце й загалом — 21-ше серед 40 команд. Водночас безперечним успіхом стало повернення Юхима Школьникова — якщо у свій перший прихід 1960 року йому не вдалося закріпитися в команді, то після повернення він ставав найкращим бомбардиром «Десни» протягом п'яти сезонів поспіль. 1964 року під керівництвом білоруського тренера Вадима Радзішевського команда знову стала 11-ю у своїй зоні, після чого випередила всіх своїх суперників у фінальному турнірі за 25—30 місця.

#### Кубкове досягнення та підвищення в класі (1965—1970)
1965 рік ознаменувався для чернігівської команди найвищим досягненням на всесоюзній арені. Якщо раніше «Десна» в масштабах країни була відома насамперед як команда, яка дала дорогу у великий футбол Віктору Баннікову, то тепер заявила про себе самостійно, пробившись до 1/8 фіналу Кубка СРСР. Перед початком сезону «Десну» очолив Валентин Тугарін, попереднім місцем роботи якого був севастопольський СКФ. У складі команди відбулися суттєві кадрові зміни. У 34-річному віці завершив кар'єру ключовий захисник і капітан команди Анатолій Матюхін, у 27 років — Володимир Гікаєв (через травми) та Аркадій Гончаров. Натомість «Десна» помітно підсилилася, насамперед, у лінії атаки — Михайло Ховрін із гомельського «Спартака», Валерій Мозгунов із київського «Арсеналу» та Анатолій Рожанський, який повернувся в Чернігів із київського СКА.

Валерій Кравчинський

У розіграші Кубка СРСР 1965 року команда стартувала з зонального етапу, в межах якого здолала такі колективи класу «Б», як «Гірник» (Кривий Ріг), «Авангард» (Жовті Води) й «Шахтар» (Олександрія), а у фіналі 1-ї зони УРСР проти київського СКА після нульової нічиєї в першому поєдинку в додатковій грі здобула перемогу з рахунком 2:1. Наступним суперником став ярославльський «Шинник» — команда з другої групи класу «А» (другий за силою дивізіон радянського футболу), у складі якої виділявся переможець Олімпійських ігор і чемпіон Європи, 34-річний Анатолій Масльонкін. Протягом основного часу матчу рахунок не було відкрито, а на останніх хвилинах додаткового часу після швидкої контратаки єдиний гол забив нападник «Десни» Валерій Мозгунов.
На стадії 1/16 фіналу «Десна» вперше зустрілася в офіційному матчі з представником найвищого дивізіону радянського футболу — бакинським «Нафтовиком». У складі азербайджанської команди на той час виблискувала висхідна зірка радянського футболу Анатолій Банішевський, а наступного сезону бакинці стали бронзовими призерами чемпіонату СРСР. Зі стартових хвилин поєдинку, який відбувся 19 травня 1965 року в Чернігові, гості заволоділи перевагою, однак у складі «Десни» надійно проявили себе воротар Олександр Говоров та оборона на чолі з новим капітаном Валерієм Кравчинським, а наприкінці першого тайму під час стрімкої контратаки чернігівців рахунок відкрив Станіслав Катков. Спроби бакинців переломити хід гри закінчилися невдало, до того ж ближче до кінця матчу вони залишилися в меншості.
Зі спогадів Валерія Кравчинського про матч із «Кайратом»
В 1/8 фіналу «Десні» протистояв один із лідерів другої групи класу «А», казахський «Кайрат». Усупереч вимогам регламенту, який передбачав проведення матчу на полі команди з нижчої ліги, призначена на 31 травня гра проходила в Алма-Аті. На 13-й хвилині господарі повели в рахунку, а на 21-й — подвоїли перевагу. Зі свого боку, нападнику «Десни» Анатолію Рожанському на початку другого тайму вдалося відіграти один м'яч. На 75-й хвилині суддя зарахував спірний гол гравця «Кайрата», забитий, на думку футболістів «Десни», з явного положення поза грою, а за п'ять хвилин алмаатинці довели рахунок до 4:1. Останні хвилини матчу, однак, пройшли вже за тотальної переваги чернігівців: на 85-й та 87-й хвилинах знову відзначився Рожанський, оформивши хет-трик, а підсумковим результатом стала перемога «Кайрата» з рахунком 4:3. Попри поразку, Валерій Кравчинський згодом називав цю гру найкращою у своїй кар'єрі та за всю історію «Десни».
Безкомпромісна кубкова боротьба відволікла на себе значну частину сил футболістів, що не кращим чином позначилося на результатах у чемпіонаті. При поставленому завданні посісти місце в першій п'ятірці, у своїй зоні команда фінішувала лише 9-ю, а загалом — 21-ю з 45 українських команд класу «Б». Втім, привертає увагу надзвичайна щільність очок у турнірній таблиці на зональному етапі — від 6-ї позиції «Десну» відокремила лише гірша різниця м'ячів, від 5-го місця — одне очко. 1965 року нападника «Десни» Юхима Школьникова викликали у збірну УРСР, яка проводила турне Індією, Бірмою і Таїландом. За результатами товариських матчів Школьников став найкращим бомбардиром команди, забивши 8 м'ячів із 13. Після повернення до СРСР він отримав запрошення перейти до московського «Спартака» від Миколи Старостіна, але вирішив залишитися в «Десні».
Перед стартом сезону 1966 року команда втратила ряд важливих гравців, що багато в чому було обумовлене новим правилом республіканської федерації футболу, згідно з яким у заявці команди могло бути не більше п'яти футболістів віком від 24 років. Особливим випадком став перехід вихованця «Десни» Олександра Говорова до донецького «Шахтаря», де він став основним воротарем. Поповнення склали переважно молоді гравці, серед яких найяскравіше вдалося проявити себе двом вихованцям чернігівського футболу — воротарю Юрію Грузнову, який у попередньому сезоні виграв золоті медалі з дублем київського «Динамо», і нападнику Андрію Процку. Крім того, попри жорсткий віковий ліміт, Валентин Тугарін наполіг на запрошенні до «Десни» 25-річного майстра спорту СРСР Миколи Ненахова з СКЧФ — обдарованого «диспетчера», який раніше заявив про себе в краснодарському «Спартаку», з яким він 1962 року завоював титул чемпіона РРФСР.
У регулярному чемпіонаті «Десна» повела боротьбу за лідерство в першій зоні УРСР класу «Б» — переможець отримував право змагатися за вихід до другої групи класу «А». «Десна» впевнено набирала очки, але в заключному матчі першого кола з рахунком 0:4 програла хмельницькому «Динамо», своєму головному конкуренту в боротьбі за перше місце. У другій половині сезону команду очолив новий старший тренер — Сергій Коршунов, відомий своїми виступами за різні московські команди та київське «Динамо». За підсумками зонального етапу «Десна» посіла 2-ге місце, випередивши СКЧФ і пропустивши вперед хмельницьке «Динамо». Кульмінацією сезону стало двоматчеве протистояння за 3-тє місце в чемпіонаті УРСР серед команд класу «Б» з херсонським «Локомотивом». У першій грі, що проходила в Чернігові за вкрай несприятливих погодних умов, команди обійшлися без забитих голів, а в матчі-відповіді перемогу з рахунком 2:0 здобули херсонці.
Сезон 1967 року не виправдав очікувань — попри завдання підвищитись у класі, команда під керівництвом нового тренера Віктора Жильцова міцно закріпилася в статусі середняка. Керівництво клубу такий стан справ не влаштовував, тому в серпні «Десну» очолив Євген Лемешко, який прийшов із львівських «Карпат» — фахівець значно вищого рівня, який за 11 ігор, що лишалися, помітно покращив результати, але вже після закінчення сезону залишив команду.
1968 року на посаду старшого тренера «Десни» повернувся Валентин Тугарін. У новому сезоні команда стартувала дуже яскраво, здобувши п'ять перемог у перших шести матчах. Проте перебування на вершині турнірної таблиці призвело до зростання вимог у деяких футболістів, зокрема провідний гравець Анатолій Рожанський запросив трикімнатну квартиру. Не отримавши бажаного, Рожанський, а за ним і ще один лідер — Ненахов, пішли з команди, що негайно позначилося на її результатах. Проте боротьба за лідируючі позиції тривала. Посівши у своїй зоні 3-тє місце, «Десна» взяла участь у фінальному турнірі восьми найкращих українських команд класу «Б», у якому розігрувалися чотири путівки до другої групи класу «А». Здобувши три перемоги, двічі зігравши внічию та зазнавши двох поразок, «Десна» посіла підсумкове 4-те місце й уперше в історії досягла підвищення в класі.
У дебютному сезоні в другій групі класу «А» «Десна» ледве уникла вильоту, посівши 18-те місце. Проте вже 1970 року під керівництвом молодого амбітного тренера Олега Базилевича зібрався якісний склад, що поєднував найкращих вихованців чернігівського футболу (Валерій Кравчинський, Андрій Процко, Юрій Грузнов, Костянтин Шульга) та іменитих приїжджих футболістів, таких як колишній воротар московського «Динамо» й «Зеніту» Лев Бєлкін, володар Кубка СРСР у складі львівських «Карпат» Віктор Турпак, колишній гравець донецького «Шахтаря» В'ячеслав Першин і майбутній гравець «Зорі», московського ЦСКА та збірної СРСР Сергій Морозов. Проваливши стартові матчі чемпіонату через велику кількість травмованих футболістів (імовірно, далися взнаки надмірні навантаження на передсезонних зборах за методикою Анатолія Зеленцова), «Десна» почала швидко прогресувати, показуючи змістовну гру й періодично перебуваючи в групі лідерів. Проте внаслідок низки поразок наприкінці сезону команда опинилася в середині турнірної таблиці, посівши в результаті 11-те місце серед 22 колективів.
У планах Олега Базилевича було підсилення складу, і в перспективі — боротьба за вихід у створювану тоді Першу лігу чемпіонату СРСР. Проте на той час Чернігівську область очолив новий керівник — Микола Уманець. Ознайомившись із даними про фінанси, що виділялися на утримання команди, він наказав негайно її розформувати. За словами очевидців, Базилевич покидав Чернігів зі сльозами на очах. Початі ж їм у «Десні» та розвинені надалі напрацювання стали основою для досягнень його тренерського дуету з Валерієм Лобановським у київському «Динамо». З 1971 року замість «Десни» домашні ігри в Чернігові став проводити київський СКА: у 1971 році клуб мав назви «СКА КВО» (у чернігівській пресі) та «СКА (Київ)» (у республіканських виданнях), а в 1972—1976 роках виступав під найменуванням «СК „Чернігів“».

#### Відродження та «срібло» чемпіонату УРСР (1976—1982)

«Десна» перед стартом сезону 1982, у якому вона завоювала срібні медалі чемпіонату УРСР

1976 року «Десна» була відроджена зусиллями Юхима Школьникова, який виграв чемпіонат УРСР серед колективів фізкультури з чернігівським «Хіміком». Завдяки цій перемозі команда з Чернігова отримала право на участь у другій лізі чемпіонату СРСР. Новий склад «Десни» формувався Школьниковим насамперед із вихованців чернігівського футболу, п'ятеро з яких уже виступали за команду до її ліквідації. У 1977—1981 роках «Десна», зазвичай, посідала місця в середині турнірної таблиці української зони другої ліги. Найкращим результатом у цей період стало 8-ме місце в 1980 році — більшого тоді не вдалося досягти через відхід посеред сезону трьох провідних футболістів у команди з першої ліги.
До сезону 1982 року «Десна» підійшла зі складом, який дозволяв вести боротьбу за найвищі місця. Лідером атак був найкращий бомбардир останніх трьох сезонів Геннадій Горшков. Оборону очолював уродженець Чернігова, який відіграв два сезони у вищій лізі за дніпропетровське «Дніпро» Віктор Данилевський. Для підсилення воротарської позиції було запрошено колишнього гравця київського «Динамо» Михайла Москаленка, у півзахист — майстра комбінаційної гри Івана Іванченка з першолігового «Прикарпаття». Раніше зарекомендували себе в команді Віктор Рудий, Ігор Теннак, Сергій Сапронов, Святослав Петренко та дебютанти попереднього сезону — Валентин Буглак, Микола Литвин і майбутній захисник світового класу Олег Кузнецов.

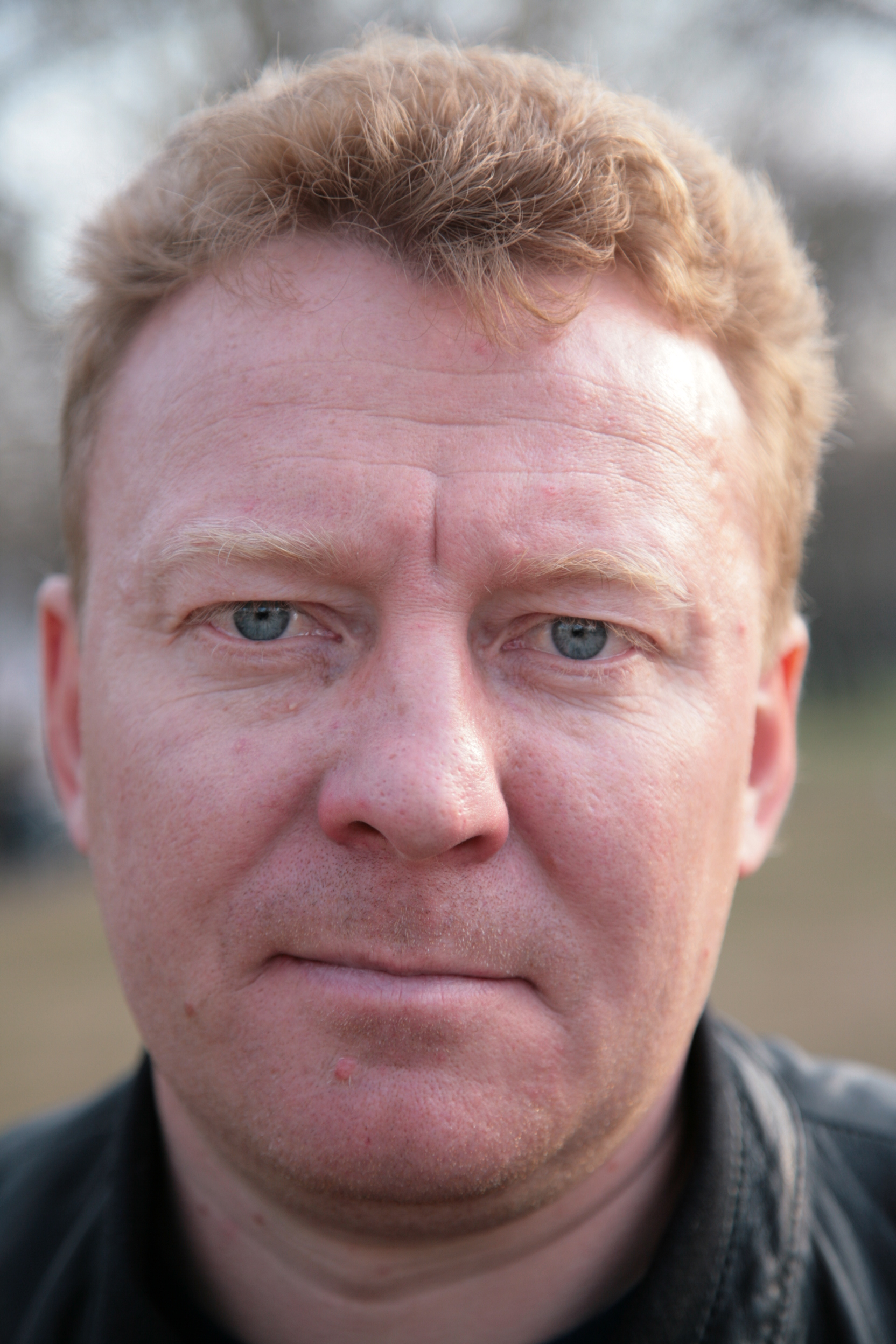
Олег Кузнецов — найтитулованіший вихованець «Десни»

Старт сезону видався посереднім, і протягом кількох місяців зберігалася тенденція, коли команда регулярно набирала очки на своєму полі, але нерідко програвала в гостях. У серпні ж стався ривок, який дозволив включитись у боротьбу за медалі. Протягом 16 днів «Десна» зіграла п'ять виїзних матчів, із яких чотири виграла та один завершила внічию. Потому команда виграла обидва домашні поєдинки. У виїзному матчі проти лідера змагань, чернівецької «Буковини», у якому господарям було достатньо нічиєї, щоб достроково оформити чемпіонство, «Десна» перемогла з рахунком 2:1. Перед трьома заключними матчами сезону склалася наступна ситуація: у разі досягнення максимального результату команда вигравала б «срібло», за двох перемог і нічиєї — «бронзу», за інших результатів — залишалася без медалей. «Десна» перемогла херсонський «Кристал» і миколаївський «Суднобудівник», після чого 22 жовтня зустрілася в Чернігові з житомирським «Спартаком». Рахунок відкрили чернігівці — після передачі Геннадія Горшкова відзначився Віктор Рудий. Проте невдовзі нападник гостей Володимир Шишков зрівняв рахунок. Результат поєдинку вирішив гол Горшкова, який установив остаточний рахунок — 2:1 на користь господарів. Посівши 2-ге місце в українській зоні другої ліги, «Десна» виграла срібні медалі чемпіонату УРСР.
Найбільше матчів у сезоні — 45 — зіграв 19-річний вихованець чернігівського футболу Олег Кузнецов. Наступного року він перейшов до київського «Динамо», отримавши запрошення від Валерія Лобановського. Серед майбутніх досягнень футболіста — срібні медалі чемпіонату Європи 1988 року, Кубок кубків 1986 року, титули чемпіона СРСР і Шотландії. У 1988 й 1989 роках журнал France Football вносив Кузнецова до числа кандидатів на «Золотий м'яч» найкращому футболісту Європи.

#### Десятиріччя без успіхів (1983—1991)

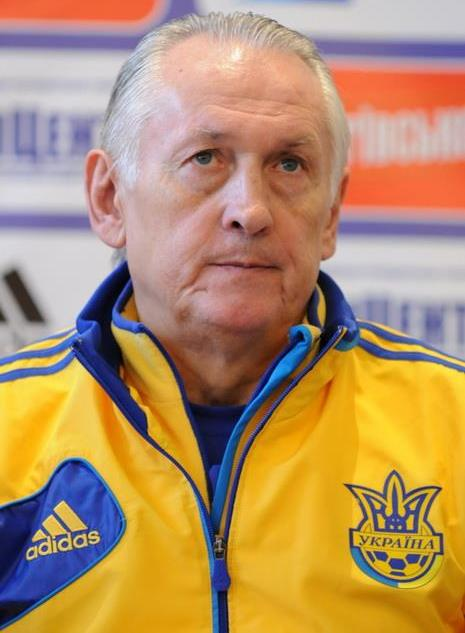
Михайло Фоменко очолював «Десну» в 1985—1986 роках

Незабаром після успіху 1982 року внаслідок конфлікту з керівництвом Чернігівського радіоприладного заводу, який у попередньому сезоні взяв на себе фінансування команди, з «Десни» пішов Юхим Школьников. У результаті після 2-го місця 1982 року в сезоні 1983 команда фінішувала 23-ю, і надалі аж до 1989 року не піднімалася вище 20-го місця. Не допомагало й запрошення відомих спеціалістів — з літа 1983 до кінця 1984 року посаду старшого тренера «Десни» знову обіймав Євген Горянський, який у проміжку між своїми приходами до Чернігова очолював збірну СРСР, а в 1985—1986 роках команда виступала під керівництвом майбутнього тренера збірної України Михайла Фоменка. Сезон 1989 року «Десна» разом з іншим представником України, «Карпатами», провела в зоні союзних республік другої ліги, посівши 17-те місце з 22 учасників. Останні два сезони в чемпіонаті СРСР проходили після реорганізації, у результаті якої найкращі команди другої ліги були переведені в три союзні зони, а решта, зокрема «Десна», разом із поповненням із колишніх аматорських команд опинилися в менш престижних республіканських зонах. На новому рівні команда під керівництвом Юрія Грузнова опинилася поміж середняками, посівши в 1990 році 12-те місце з 19 учасників, і в 1991 році — 13-те з 26.
У 1979—1985 роках протягом семи сезонів поспіль найкращим бомбардиром «Десни» ставав Геннадій Горшков, який загалом забив 112 голів у 385 матчах, посівши за обома показниками другі місця за всю історію команди. У другій половині 80-х років капітаном «Десни» був колишній півзахисник київського «Динамо» та чемпіон Європи 1976 року в складі молодіжної збірної СРСР Юрій Ковальов. Прийшовши до чернігівської команди в 1988 році, вперше у своїй кар'єрі отримав стабільну ігрову практику воротар Дмитро Тяпушкін, надалі — гравець збірної України та чемпіон Росії 1994 року в складі «Спартака».

### Виступи в незалежній Україні

#### Між Першою і Другою лігами (1992—1999)
Після проголошення незалежності України «Десна» увійшла до складу учасників Першої ліги. За підсумками дебютного сезону 1992 року серед 28 команд, розбитих на дві групи, визначалися 16 найсильніших, які разом із шістьома аутсайдерами Вищої ліги повинні були сформувати склад першої ліги на сезон 1992/93. Завдання збереження прописки «деснянці» на чолі з Юрієм Грузновим вирішили за 6 турів до кінця чемпіонату й зрештою посіли 5-те місце з 14 команд групи «А» Першої ліги. Однак уже наступного сезону, який уперше проходив за системою «осінь-весна», команда вела боротьбу за виживання, а в сезоні 1993/94 посіла останнє, 20-те місце й вилетіла до другої ліги.
Восени 1996 року, через тринадцять з половиною років після свого відходу, «Десну» знову очолив Юхим Школьников. Під його керівництвом у сезоні 1996/97 команда посіла 1-ше місце в групі «А» Другої ліги й досягла підвищення в класі, причому на другій половині турнірної дистанції «Десна» стала єдиною професіональною командою України, яка набрала понад 90 % можливих очок, не програла жодного матчу й пропустила лише один гол. У першому колі сезону 1997/98 «Десні» вдалося закріпитися в середині турнірної таблиці Першої ліги, завдяки чому підстави побоюватися можливого вильоту були відсутні. Проте до зимової перерви клуб почав відчувати значні фінансові проблеми, що позначилося на мотивації футболістів, яким місяцями не виплачували зарплату. Чемпіонат команда завершила на 15-му місці серед 22 учасників. У сезоні 1998/99 ситуація тільки погіршала — футболісти відмовилися взяти участь у одному з матчів, а на раді ПФЛ «Десну» було названо серед команд, покинутих своїми власниками та місцевою владою напризволяще. У підсумку, завершивши сезон на передостанньому, 19-му місці, команда вкотре втратила право на участь у першій лізі.

#### Президентство Чауса (1999—2007)
У сезоні 1999/00, сама участь «Десни» в якому була під питанням, президентом клубу став чернігівський підприємець Іван Чаус. Склад команди формувався в поспіху й складався переважно з молодих гравців, запрошених із команд чемпіонату області. Результат першої половини сезону вийшов відповідним — передостаннє місце в групі «В» другої ліги. Однак під час зимової перерви була проведена якісна трансферна робота, команда підсилилася рядом досвідчених футболістів, і в результаті за кількістю набраних очок у другому колі стала другою, а за підсумками сезону — 9-ю з 14 команд. У наступних сезонах команда перебувала в групі лідерів — у 2001 році фінішувала другою, у 2002 — четвертою, у 2003 — третьою.
У сезоні 2003/04 «Десна» вела боротьбу з дніпродзержинською «Сталлю» за 1-ше місце, яке надавало право на підвищення в класі, проте програла їй у вирішальному поєдинку на фініші змагань і в результаті стала другою, відставши на 1 очко. Після цього матчу президент «Десни» заявив про свої сумніви стосовно чесної гри з боку всіх гравців його команди та анонсував у зв'язку з цим проведення службового розслідування, а згодом стверджував, що підозри щодо навмисної здачі супернику матчу деякими футболістами «Десни» підтвердилися.
Улітку 2004 року головним тренером «Десни» був призначений Олександр Томах, начальником команди — Юхим Школьников. Новим суперником «Десни» в боротьбі за вихід до Першої ліги став харківський «Геліос». Обігравши в стартовому турі «сіверян» із рахунком 4:1 («покером» відзначився колишній гравець португальської «Бенфіки» та збірної України Сергій Кандауров), харків'яни захопили лідерство в турнірній таблиці й зберегли його до кінця сезону, а «Десна» знову стала другою. Водночас нападник «сіверян» Олександр Кожем'яченко з 20 голами став найкращим бомбардиром другої ліги.

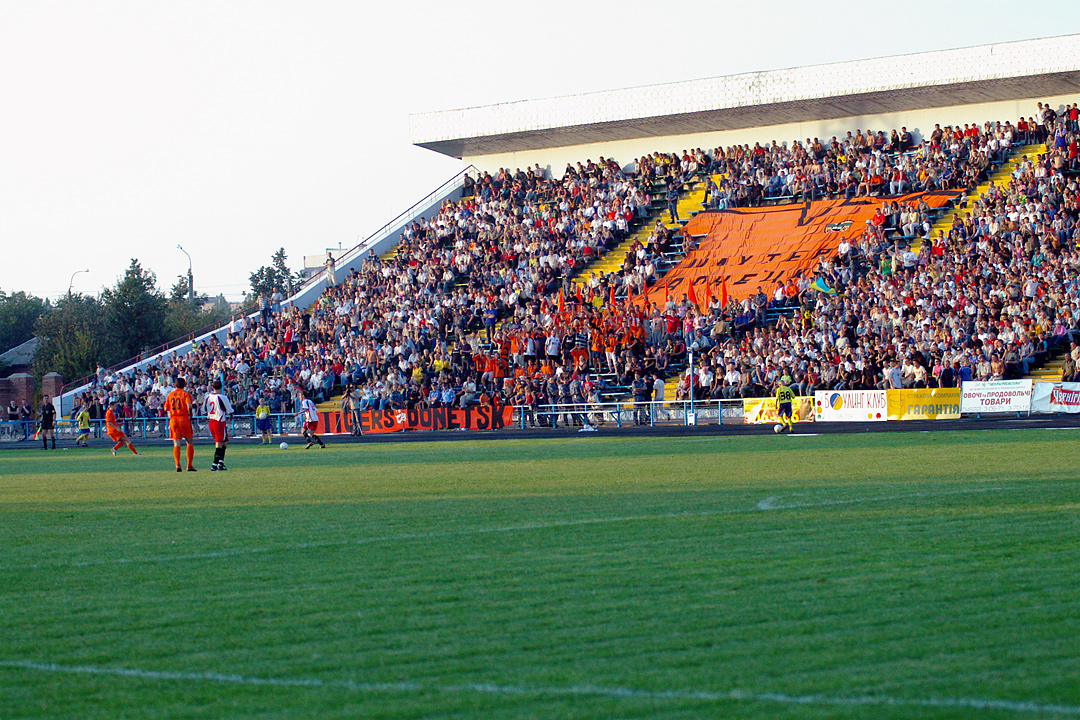
Матч «Десни» проти «Шахтаря», 13 серпня 2005 року

Наступного сезону на стадії 1/32 фіналу Кубка України «Десна» в присутності 16 200 глядачів зустрілася в Чернігові з чинним чемпіоном країни, донецьким «Шахтарем». Команди продемонстрували відкритий атакувальний футбол (гості завдали 20 ударів по воротах, господарі — 14), а результатом матчу стала перемога «гірників» із рахунком 5:2. Автором «дублю» в складі «Десни» став Кожем'яченко. У своїй групі другої ліги чернігівська команда впевнено лідирувала, завершивши сезон на 1-му місці з 12-очковим відривом від найближчого переслідувача. Рекордним результатом у історії клубу став розгром «Боярки-2006» із рахунком 12:0. Кожем'яченко, відзначившись у воротах суперників 22 рази, зокрема 3 «покерами», другий сезон поспіль посів 1-ше місце в списку найкращих бомбардирів другої ліги.

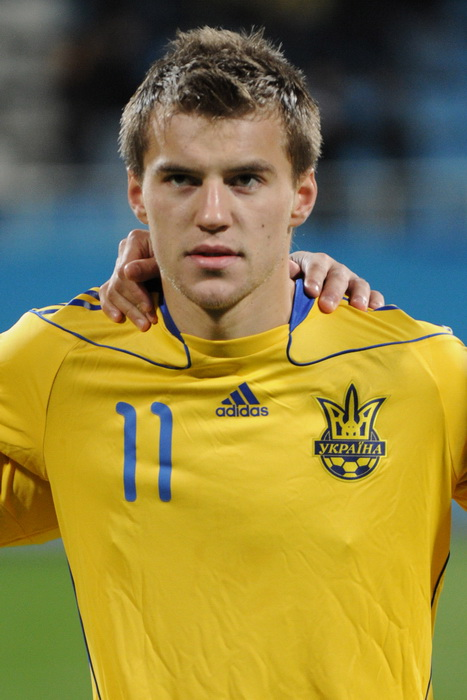
Андрій Ярмоленко

Сезон 2006/07 став першим у професіональному футболі для одного з найвідоміших вихованців «Десни» — Андрія Ярмоленка. Дебют нападника в Першій лізі відбувся 8 жовтня 2006 року незадовго до його 17-річчя — з'явившись на полі після перерви у виїзному матчі проти сумського «Спартака», Андрій став автором єдиного голу, забивши його ударом у падінні через себе. Уперше в стартовому складі Ярмоленко вийшов 3 листопада в домашній грі проти «Волині». «Десна» на той час переживала ігрову кризу, взявши в п'яти жовтневих матчах лише 5 очок, і Чаус, попри незгоду тренера, наполіг на виході малодосвідченого нападника з перших хвилин. У підсумку чернігівці здобули перемогу з рахунком 4:0, а Ярмоленко забив два м'ячі й був визнаний найкращим гравцем матчу. Талановитим футболістом зацікавилися «Динамо» і «Шахтар», однак донеччани мали намір спершу переглянути гравця, водночас керівництво київського клубу діяло оперативніше й відразу після останнього матчу року домовилося з «Десною» про його трансфер. У майбутньому Ярмоленко — футболіст київського «Динамо», дортмундської «Боруссії» та лондонського «Вест Гему», другий бомбардир у історії збірної України й учасник чотирьох чемпіонатів Європи. Утрата Ярмоленка, а також відхід провідного півзахисника Віталія Гавриша до вищолігового «Металурга» (Донецьк), відчутно позначилися на потенціалі «Десни» у весняній частині сезону, яка в підсумку посіла лише 14-те місце серед 19 команд першої ліги.

#### Прихід Савченка. Зліт і подальше падіння (2007—2011)
У сезоні 2007/08 команда під керівництвом нового тренера Сергія Кучеренка стартувала дуже впевнено, здобувши 3 перемоги в перших трьох матчах. 23 серпня 2007 року новим президентом клубу став голова наглядової ради столичного «Партнер-Банку» Олексій Савченко. Разом із ним у клубі настав період небаченого раніше фінансового благополуччя — у найкоротші терміни було виплачено борги по зарплаті, команда отримала у своє розпорядження сучасний комфортабельний автобус, а провідні футболісти один за одним одержували від президента в подарунок особисті автомобілі. Новий власник озвучив амбітні плани, заявивши, зокрема, про своє бажання вивести «Десну» до вищої ліги та збудувати в Чернігові стадіон на 50 000 глядачів. У регулярному чемпіонаті команда перебувала в групі лідерів і деякий час очолювала турнірну таблицю, однак у жовтні, коли «сіверянам» протистояли лідери попереднього сезону та команди, що вилетіли з вищої ліги, «Десна» виступила провально, програвши три домашні матчі поспіль, і на зимову перерву пішла, перебуваючи на 7-му місці. Утім, навесні команда виграла на своєму полі 7 матчів поспіль і претендувала на вихід до елітного дивізіону, посівши в підсумку 4-те місце, що на той час стало для неї найкращим результатом у чемпіонаті України.
Попри це, сезон 2008/09 «Десна» розпочала вкрай невдало, здобувши в перших шести матчах лише 3 очки з 18 можливих. Унаслідок таких результатів Кучеренко подав у відставку, а на посаду головного тренера команди було запрошено Олександра Рябоконя. Новий наставник був відомий завдяки роботі з «Борисфеном», який під його керівництвом вийшов у вищу лігу, посівши там у своєму дебютному сезоні 7-ме місце, і мінським «Динамо», з яким він виграв срібні медалі чемпіонату Білорусі. 23 жовтня 2008 року під час прес-конференції Олексій Савченко зробив скандальну заяву про причини успіху в попередньому сезоні та невдалих результатів — у новому:
Грала не «Десна», а грали мої «бабки» та мої амбіції … гра у мене коштувала від 5 до 15 тисяч доларів. Я по прізвищам можу назвати суддів, які отримали від нас гроші, і по прізвищам можу назвати людей, котрі давали гроші. Когда я перестав давати гроші, ми маємо той результат спортивний, який заслужили ці футболісти.

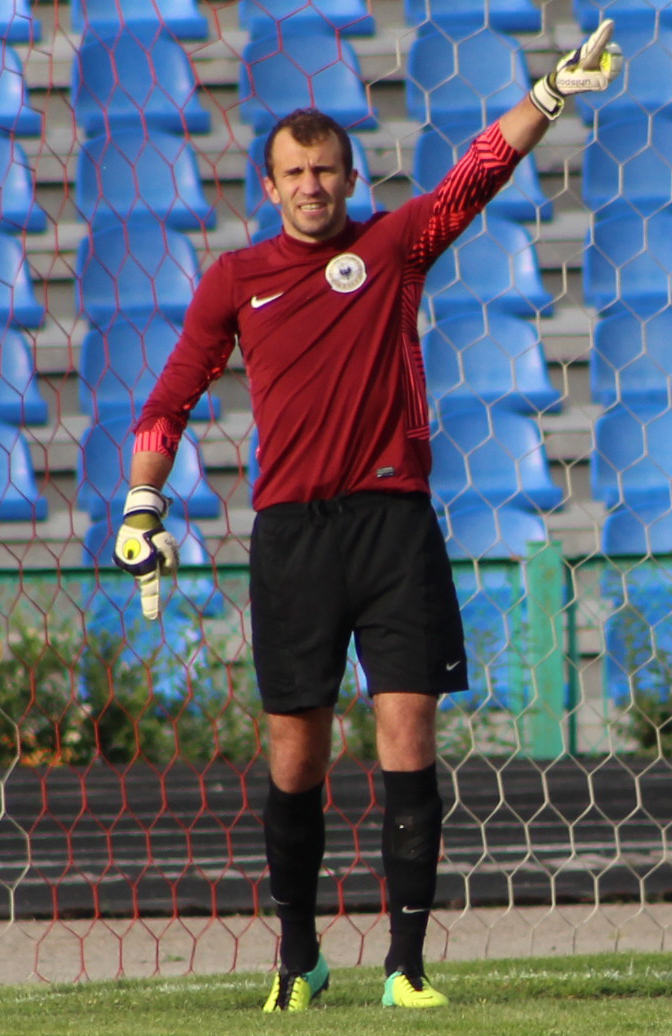
Андрій Федоренко — основний воротар «Десни» в сезоні 2008/09

Після цієї заяви результати команди одразу значно покращилися — було виграно 5 матчів поспіль і до кінця року набрано 16 очок з 18 можливих, завдяки чому до зимової перерви «Десна» перемістилася з 16-го місця на 7-ме. Тим часом Федерація футболу України за результатами засідання свого виконавчого комітету ухвалила рішення тимчасово усунути від футбольної діяльності фігурантів справи, зокрема Савченка та п'ятьох суддів, і передати матеріали розслідування комісії чесної гри до прокуратури Чернігівської області. Зі свого боку Савченко заявив про те, що у зв'язку з рішенням Федерації футболу він відходить від футболу й дарує клуб у власність міській владі Чернігова. Проте місто подарунок приймати не поспішало, хоч і не стало відмовлятися від нього.
У лютому 2009 року новим президентом «Десни» став рівненський бізнесмен Валерій Коротков, через 3 місяці — аграрій Олександр Поворознюк із Кіровоградської області. Поворознюк згодом домовився з «Партнер-Банком» Савченка про спільне фінансування «Десни», проте незабаром самоусунувся від управління клубом і його підтримки. Перед поновленням регулярного чемпіонату новому тренеру «Десни» Михайлу Дунцю вдалося підсилити команду яскравими виконавцями, які надалі перейшли до клубів вищої ліги. Команда показувала якісний футбол, але стабільному результату перешкоджала відсутність належного фінансування — першу повноцінну зарплату у 2009 році футболісти отримали лише на початку літа після повернення до клубу «Партнер-Банку». За підсумками сезону 2008/09 «Десна» посіла 7-ме місце. У літнє міжсезоння на посаду головного тренера повернувся Рябоконь. Попри значні фінансові проблеми клубу, його команді вдалося досягти прийнятного результату, фінішувавши на 8-му місці, проте після завершення сезону Федерація футболу України відмовила «Десні» в атестації для подальшої участі в першій лізі.
Утім, завдяки зусиллям міської влади та нових власників клубу «Десну» вдалося врятувати. Фінансувати клуб стали бізнесмени зі сфери лікеро-горілчаної промисловості Олексій Чеботарьов і Юрій Тимошок. Було створено юридично нову організацію «Спортивно-футбольний клуб „Десна“», яка зберегла правонаступництво історії клубу та згодом виплатила борги його попередніх власників. Клуб був заявлений до другої ліги, а склад команди формувався з нуля за лічені дні до початку чемпіонату. У заявці на перший офіційний матч налічувалося лише 14 осіб, серед яких був тільки один футболіст «Десни» попереднього сезону. Протягом чемпіонату команда повернула ряд гравців, зокрема найкращого бомбардира у своїй історії Олександра Кожем'яченка, і навіть боролася за повернення до першої ліги, проте на фінішній прямій стався спад, і за підсумками сезону «Десна» посіла 5-те місце у своїй групі.

#### Початок ери Рябоконя. Повернення до Першої ліги (2012—2016)

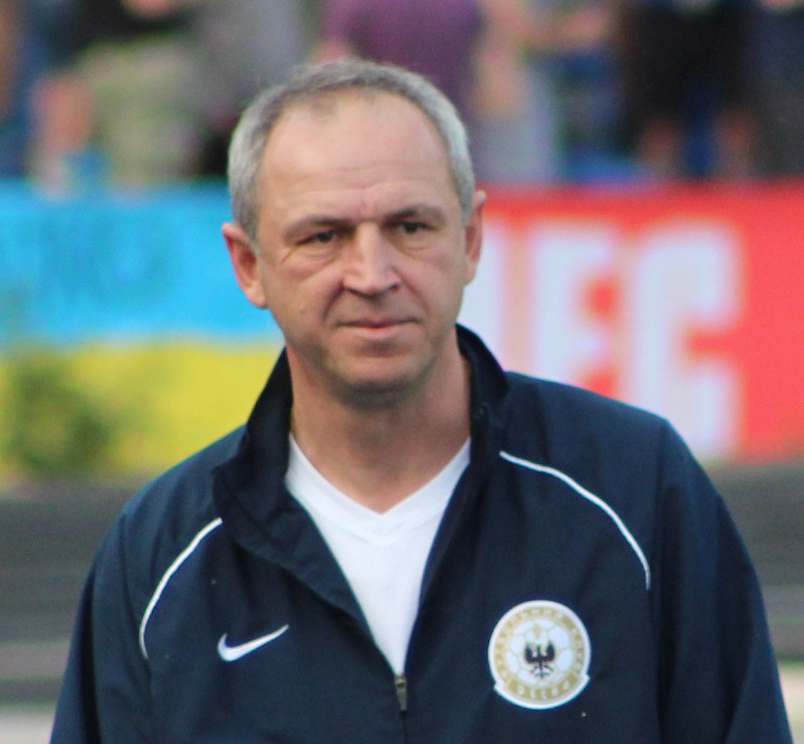
Олександр Рябоконь

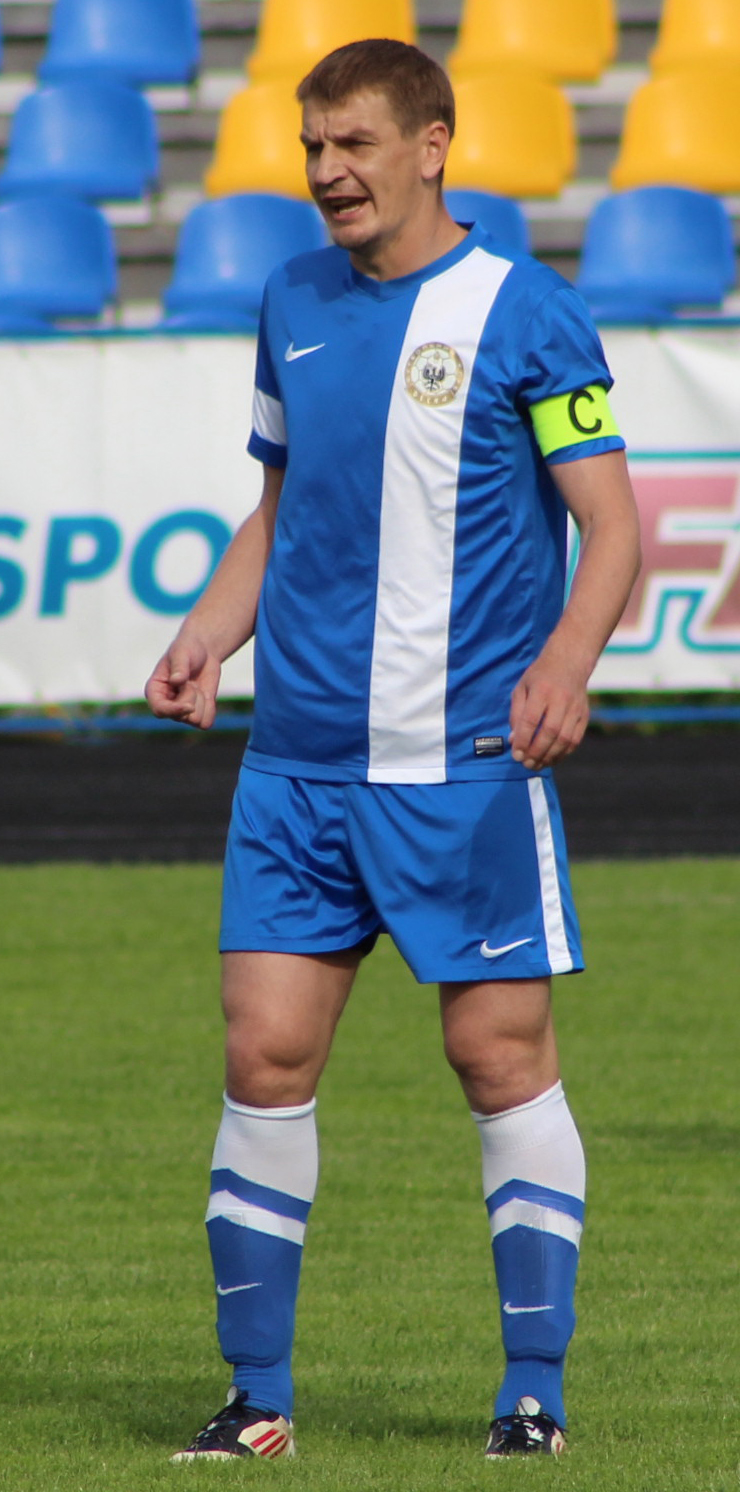
Вадим Мельник був лідером і капітаном «Десни» протягом шести сезонів — із 2012 по 2018. Будучи номінально центральним захисником, в разі потреби міг зіграти і в нападі, а в одному з матчів після вилучення воротаря успішно відстояв ворота «сіверян»

У лютому 2012 року на посаду головного тренера «Десни» повернувся Олександр Рябоконь. За підсумками сезону 2011/12 «Десна» посіла 2-ге місце у своїй групі й отримала право зіграти в першому матчі двоетапного плей-оф за вихід до першої ліги з краматорським «Авангардом», однак програла цей матч з рахунком 0:1.
У сезоні 2012/13 капітаном «Десни» став 32-річний Вадим Мельник, який раніше грав під керівництвом Рябоконя в «Борисфені» та ставав бронзовим призером чемпіонату України в складі донецького «Металурга». Був підписаний контракт із 21-річним фланговим півзахисником Єгором Картушовим — талановитим вихованцем донецького «Шахтаря», який у 15-річному віці входив у сферу інтересів «Барселони», у 18 років проходив збори з основною командою «гірників» під керівництвом Мірчі Луческу й надалі виступав у командах Прем'єр-ліги, однак через проблеми зі здоров'ям більше року перебував без футболу. «Десна» впевнено посіла 1-ше місце в групі «А» другої ліги й отримала право виступати в Першій лізі, програвши лише один матч і випередивши тернопільську «Ниву», що фінішувала другою, на 12 очок. Фіналом сезону стало двоматчеве протистояння за титул чемпіона другої ліги з «УкрАгроКомом», що посів 1-ше місце в групі «Б». Здобувши перемогу в Чернігові з рахунком 2:0 і програвши в гостях із рахунком 1:3, завдяки голу на виїзді «Десна» виграла золоті медалі та звання абсолютного чемпіона Другої ліги.
Команда виявилася не чужою на новому рівні, фінішувавши в Першій лізі за підсумками сезону 2013/14 на 5-му місці — вище за будь-якого з новачків. У Кубку України на стадії 1/8 фіналу «Десна» зустрілася на своєму полі з представником Прем'єр-ліги, запорізьким «Металургом». «Сіверяни» мали безліч можливостей для взяття воріт — згідно з коментарем оглядача, «здається, стільки 100-відсоткових моментів „Десна“ не створила за всі матчі першого кола у чемпіонаті», проте основний і додатковий час поєдинку завершився внічию — 1:1. У серії пенальті чернігівці здобули перемогу з рахунком 5:4 і вперше в історії вийшли до 1/4 фіналу Кубка України. У чвертьфіналі «Десна» програла «Шахтарю» з рахунком 0:2.

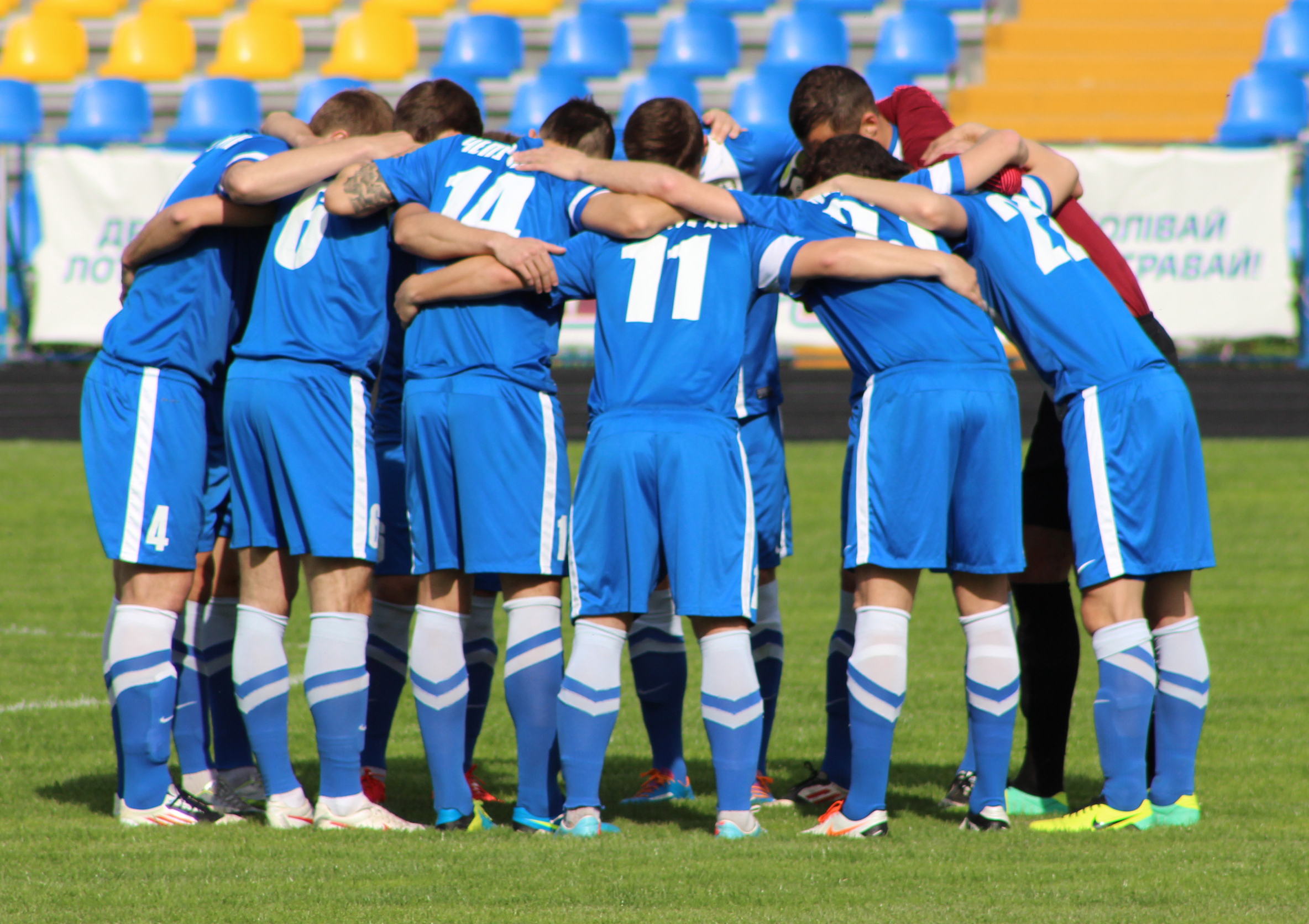
Футболісти «Десни» перед матчем із «Миколаєвом», 22 травня 2014 року

Сильними сторонами тодішньої «Десни» були надійна оборона та стрімкі контратаки за участю швидкісних флангових гравців. Головною зіркою команди й одним із найкращих футболістів ліги був Єгор Картушов. У заключній частині сезону 2014/15, у якому «Десна» вдруге поспіль посіла 5-те місце, він набрав «фантастичну» форму, протягом шести матчів не йдучи з поля без забитого м'яча чи асиста. У другому півріччі Картушов став найрезультативнішим серед усіх футболістів ліги, а за підсумками сезону з 7 голами та 13 гольовими передачами посів 1-ше місце в списку найкращих асистентів та 2-ге — у рейтингу найкращих гравців за системою «гол + пас».
Улітку 2015 року команда втратила ряд гравців основи, до того ж на тривалий час травмувався Картушов, що негативно позначилося на результаті — після перебування в першій «п'ятірці» за підсумками попередніх сезонів перед зимовою перервою чемпіонату 2015/16 «Десна» займала лише 11-те місце. Проте під час зимових зборів керівництво «Десни» оголосило про значне збільшення фінансування команди та намір у наступному сезоні вести боротьбу за вихід до Прем'єр-ліги. З лідерами — Картушовим та Євгенієм Чепурненком, були підписані нові контракти на покращених умовах, а в трансферній роботі клуб став орієнтуватися на гравців, рівень яких відповідав новим цілям. Найкращим придбанням стало запрошення Дениса Фаворова — універсального футболіста, здатного зіграти на позиціях опорного півзахисника і правого захисника, який незабаром став одним із лідерів «Десни». Серед нових гравців у команді також закріпилися грузинський опорник Лука Коберідзе, центральний захисник Максим Максименко, вінгер Максим Банасевич і лівий захисник Олександр Чорноморець. Після перерви команда виступила значно краще, обігравши, зокрема, одного з лідерів — «Черкаський Дніпро» з рахунком 3:1, і посіла підсумкове 8-ме місце.

#### Вихід у Прем'єр-лігу (2016—2019)
У сезоні 2016/17 перед «Десною» було поставлено завдання вийти до Прем'єр-ліги — згідно з регламентом змагань, право на підвищення в класі отримували команди, які посіли 1-ше та 2-ге місця. Під це завдання клуб розпочав реконструкцію стадіону, у зв'язку з чим домашні матчі «Десни» проходили в Києві та Харкові. Команда отримала якісне підсилення — нападник Олександр Філіппов, прихід якого вирішив давню проблему відсутності забивного форварда, добре знайомий Рябоконю переможець першої ліги у складі «Зірки» Андрій Мостовий, крайній півзахисник Олександр Волков із прем'єрлігового «Олімпіка», досвідчений воротар Костянтин Махновський і вихованець київського «Динамо» Антон Братков. Конкурентами «Десни» в боротьбі за вихід до УПЛ стали маріупольський «Іллічівець» і рівненський «Верес». Матч першого кола з «азовцями», які очолювали турнірну таблицю, видався особливо яскравим — програючи після першого тайму з рахунком 0:1, ближче до завершення зустрічі «сіверянам» удалося переломити хід протистояння та здобути перемогу, забивши 3 голи протягом чотирьох хвилин. Першу половину сезону «Десна» завершила на 3-му місці. У складі команди виділялися Олександр Філіппов — один із найкращих бомбардирів ліги, капітан Вадим Мельник і Денис Фаворов, який остаточно знайшов себе в ролі правого захисника.
За оцінкою спортивного журналіста Артура Валерка, під час зимової перерви клуб провів «ідеальну точкову селекцію», запросивши технічних футболістів, які мають посприяти переходу «Десни» на атакувальніший стиль гри — лідерів першолігових команд Левана Арвеладзе та Іллю Коваленка і колишнього нападника «Динамо» й «Металіста» Володимира Лисенка. Почавши весняну частину сезону з 6-очковим відставанням від «Вереса», що йшов на 2-му місці, «Десна» за 3 тури випередила його, зокрема обігравши рівнян у гостях із рахунком 2:0. За всю весняну частину сезону чернігівська команда не програла жодного матчу, а в передостанньому турі забезпечила собі срібні медалі Першої ліги, отримавши згідно з регламентом право на участь у Прем'єр-лізі. За підсумками сезону ПФЛ визнала Олександра Рябоконя найкращим тренером ліги.
Проте вихід клубу до Прем'єр-ліги не відбувся, оскільки Федерація футболу України відмовилася надати «Десні» атестат для участі в елітному дивізіоні, і перевела в УПЛ «Верес», який посів 3-тє місце. Серед причин такого рішення представниками ФФУ називалися непрозоре фінансування клубу та наявність проблем із дотриманням усіх п'яти критеріїв атестації. У ЗМІ, однак, висловлювалося припущення, що справжньою причиною рішення ФФУ стала особа президента «Десни» Олексія Чеботарьова, який був оголошений у розшук у рамках кримінального провадження стосовно злочинів часів Євромайдану та з 2014 року перебуває за межами України. Недопущення «Десни» до УПЛ спровокувало гучний скандал в українському футболі. Керівництво клубу у зв'язку з цим заявило, що «спортивний принцип забутий і переможець визначається не на футбольних полях, а в кабінетах», а отже «ми не бачимо сенсу надалі фінансуванні клубу». Позицію «Десни» підтримав президент київського «Динамо» Ігор Суркіс, назвавши її недопущення до елітного дивізіону «маячнею і ганьбою нашої Федерації». Зі свого боку делегати клубів першої ліги на конференції ПФЛ проголосували проти виключення з неї вже прийнятого до Прем'єр-ліги «Вереса», що, втім, було лише формою протесту проти порушення спортивного принципу й не могло мати жодних реальних наслідків.
Перед початком нового сезону керівництво клубу ухвалило рішення не лише зберегти фінансування, а й збільшити його. Попри недопущення до УПЛ і завершення дії контрактів у ряду футболістів, «Десні» вдалося зберегти всіх ключових гравців. Чеботарьов, не припинивши фінансування клубу, передав повноваження президента депутату Київської міської ради Володимиру Левіну. Команда, як і раніше, мала на меті підвищитися в класі, проте в літній відрізок чемпіонату їй бракувало стабільності — за п'яти перемог і однієї нічиєї «Десна» програла 3 матчі, зокрема безпосереднім конкурентам — «Полтаві» та «Арсеналу-Київ». У вересні результати покращали — 4 перемоги поспіль і нічия. 7 жовтня 2017 року «Десна» встановила власний першоліговий рекорд, обігравши в гостях «Миколаїв» із рахунком 8:1, причому автором 4 голів із 8 став правий захисник Денис Фаворов. Усього на той момент у його активі було 9 голів і 4 гольові передачі у 15 матчах першої ліги. У своїй команді Денис був найрезультативнішим гравцем, у лізі — другим у списку найкращих бомбардирів і найкращих гравців за системою «гол + пас». Однак у наступній грі Фаворов у боротьбі з футболістом команди суперника отримав струс мозку й до кінця року на поле вже не виходив. На початку другого кола «Десна» програла 3 матчі поспіль і після тривалого перебування на 3-му місці, яке надавало право на участь у плей-оф за місце в Прем'єр-лізі, опинилася на 6-й позиції. Перемога в останньому турі 2017 року над «Колосом» дещо виправила ситуацію, проте на зимову перерву команда пішла на 5-му місці, відстаючи від лідера на 15 очок та на 5 — від 3-го місця. Водночас у Кубку України «Десна» повторила свій найкращий результат у історії, досягнувши 1/4 фіналу, де програла київському «Динамо» з рахунком 0:2. За підсумками 2017 року Олександра Рябоконя було визнано найкращим тренером першої ліги за версією Всеукраїнського об'єднання тренерів з футболу.

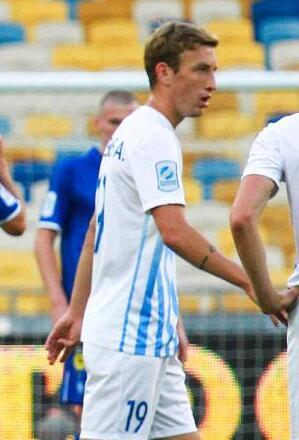
Новачок «Десни» Артем Фаворов став найрезультативнішим гравцем Першої ліги у весняній частині сезону 2017/18

Під час зимової перерви склад команди значно оновився. Найстатуснішим новачком «Десни» став молодший брат Дениса Фаворова Артем — найкращий футболіст і бомбардир першої ліги в сезоні 2015/16. Навесні команда стартувала з трьох перемог поспіль, проте вже наступний матч, у якому «Десні» протистояв лідер турніру «Арсенал-Київ», завершився втратою очок — виграючи з різницею у 2 м'ячі, чернігівці пропустили 3 голи, а підсумковим результатом стала нічия з рахунком 3:3. Наступний матч «Десна» програла команді з останнього місця, «Черкаському Дніпру», внаслідок чого відстань до «Інгульця», що йшов третім, збільшилася до семи очок. Однак до кінця регулярного чемпіонату «Десна» виграла всі 7 матчів, що лишалися, із загальним рахунком 23:3 й посіла 3-тє місце, набравши на 4 очки менше за «Арсенал-Київ», який фінішував першим. Найефективнішим гравцем ліги у весняній частині сезону став атакувальний півзахисник «Десни» Артем Фаворов — протягом 8 матчів поспіль він не йшов із поля без забитого м'яча або гольової передачі, а загалом здійснив 13 результативних дій (7 голів і 6 асистів) у 12 матчах. Зі свого боку, старший брат Артема Денис із 15 голами в усіх змаганнях став найкращим бомбардиром команди та був визнаний ПФЛ найкращим футболістом сезону. В плей-оф за участь у Прем'єр-лізі суперником «Десни» стала 10-та команда елітного дивізіону, кропивницька «Зірка». Перша зустріч, що відбулася на виїзді, завершилася внічию — спочатку «Десна» вийшла вперед завдяки голу Олександра Волкова, проте супернику вдалося зрівняти рахунок унаслідок невдалих дій Фаворова-старшого, який у спробі заблокувати удар відправив м'яч у свої ворота. У матчі-відповіді в присутності майже 11 000 глядачів «Десна» переконливо оформила вихід у Прем'єр-лігу, здобувши перемогу з рахунком 4:0. Забитими м'ячами у воротах суперника відзначилися Денис Фаворов, Арвеладзе (двічі) та Волков.

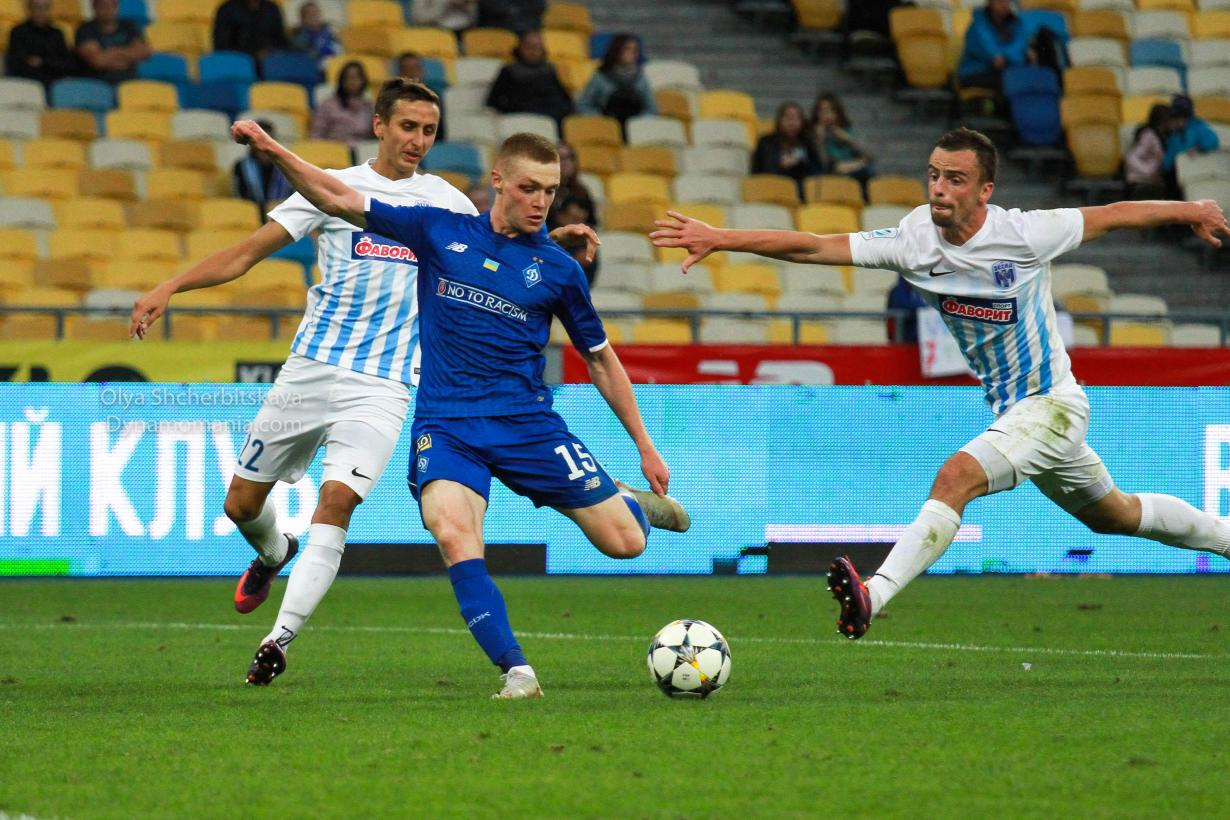
Матч «Десни» проти «Динамо», 23 вересня 2018 року

Перед стартом першого сезону у найвищому дивізіоні українського футболу команду підсилили футболісти зі значним досвідом виступів в УПЛ — один із найкращих воротарів ліги Євген Паст, 33-річний центральний захисник Андрій Гітченко, який свого часу вже виступав за «Десну», та нападник київського «Динамо» Дмитро Хльобас. Дебют «Десни» в українській Прем'єр-лізі відбувся на домашньому стадіоні в матчі проти чинного чемпіона, донецького «Шахтаря». За рахунку 0:0 суддя не зарахував гол нового капітана «Десни» Дениса Фаворова через положення поза грою, на думку екс-арбітра ФІФА Мирослава Ступара — безпідставно, а підсумком матчу стала перемога «Шахтаря» з рахунком 2:0. У другому турі «Десна» здобула першу перемогу в елітному дивізіоні, розгромивши на виїзді «Маріуполь» із рахунком 4:1. По «дублю» у ворота господарів оформили Дмитро Хльобас і Олександр Філіппов. Відмінною особливістю «Десни» на тлі більшості інших команд УПЛ було прагнення демонструвати змістовну й конструктивну гру — швидкий комбінаційний футбол через короткі передачі. Подібного стилю також дотримувався «Шахтар», однак у порівнянні з ним у чернігівської команди був відсутній вибір виконавців відповідного класу, що часто призводило до невдалих результатів, тому Рябоконь згодом був вимушений повернутися до звичнішої контратакувальної стилістики. У першій частині сезону «Десна» закріпилася в середині турнірної таблиці й на зимову перерву пішла на 6-му місці.
Зимова трансферна кампанія виявилася невдалою — ставку було зроблено на досвідчених футболістів, але реального підсилення команда майже не отримала. У перших чотирьох турах 2019 року визначалися підсумки першого етапу змагань, після якого 12 команд у залежності від місця поділялися на дві рівні групи. Програвши вирішальний матч «Львову», «Десна» опинилася в нижній «шістці». Оскільки виліт команді не загрожував, футболісти втратили мотивацію і в результаті програли боротьбу в тому числі й за «Кубок престижу», який присуджувався найкращій команді другої «шістки», посівши у своєму дебютному сезоні в Прем'єр-лізі 8-ме місце.

#### Боротьба за «срібло» та дебют у єврокубках (2019—2021)

«Десна» в сезоні 2019/20 — найкращому в історії клубу

Виступ «Десни» в сезоні 2019/20 став сенсацією в українському футболі — команді вдалося нав'язати боротьбу київському «Динамо» за 2-ге місце чемпіонату України, яке надавало право на участь у кваліфікації Ліги чемпіонів. У міжсезоння «Десна» отримала якісне підсилення — колишній фланговий півзахисник «Динамо» Владислав Калітвінцев, вінгер грецької «Яніни» Орест Кузик і орендований у «Шахтаря» правий захисник Юхим Конопля, який напередодні став чемпіоном світу в складі збірної України (U-20). У регулярному чемпіонаті впевнено лідирував «Шахтар», а за срібні медалі розгорнулася боротьба між «Динамо», «Десною» та «Зорею». Розгромивши у 5-му турі бронзового призера попереднього сезону «Олександрію» з рахунком 3:0, «Десна» піднялася на другий рядок турнірної таблиці. 15 вересня 2019 року в Києві на стадіоні «Олімпійський» відбувся поєдинок 7-го туру проти «Динамо». Чернігівці активно розпочали матч і на 40-й хвилині відкрили рахунок — після передачі Картушова відзначився Калітвінцев. На 49-й хвилині гол у ворота «Десни» забив Бєсєдін, проте вже через 7 хвилин Калітвінцев перехопив м'яч на правому фланзі атаки й віддав передачу на Філіппова, який ударом п'ятою влучив у ворота «Динамо», встановивши остаточний рахунок — 2:1 на користь «Десни». Друге місце чернігівська команда утримувала 6 турів поспіль аж до програшу з рахунком 1:2 «Зорі», а перед зимовою перервою перебувала на 4-му місці. Успіх команді забезпечувала надійна оборона (за кількістю пропущених голів краще за «Десну» був лише «Шахтар») і найефективніші в лізі контратаки. Одним із головних відкриттів сезону став нападник «Десни» Олександр Філіппов — до кінця року він забив 9 голів у чемпіонаті та 2 — у Кубку, бувши одним із головних претендентів на звання найкращого бомбардира УПЛ. За підсумками 2019 року Всеукраїнське об'єднання тренерів з футболу за роботу з «Десною» визнало Олександра Рябоконя найкращим тренером Прем'єр-ліги.

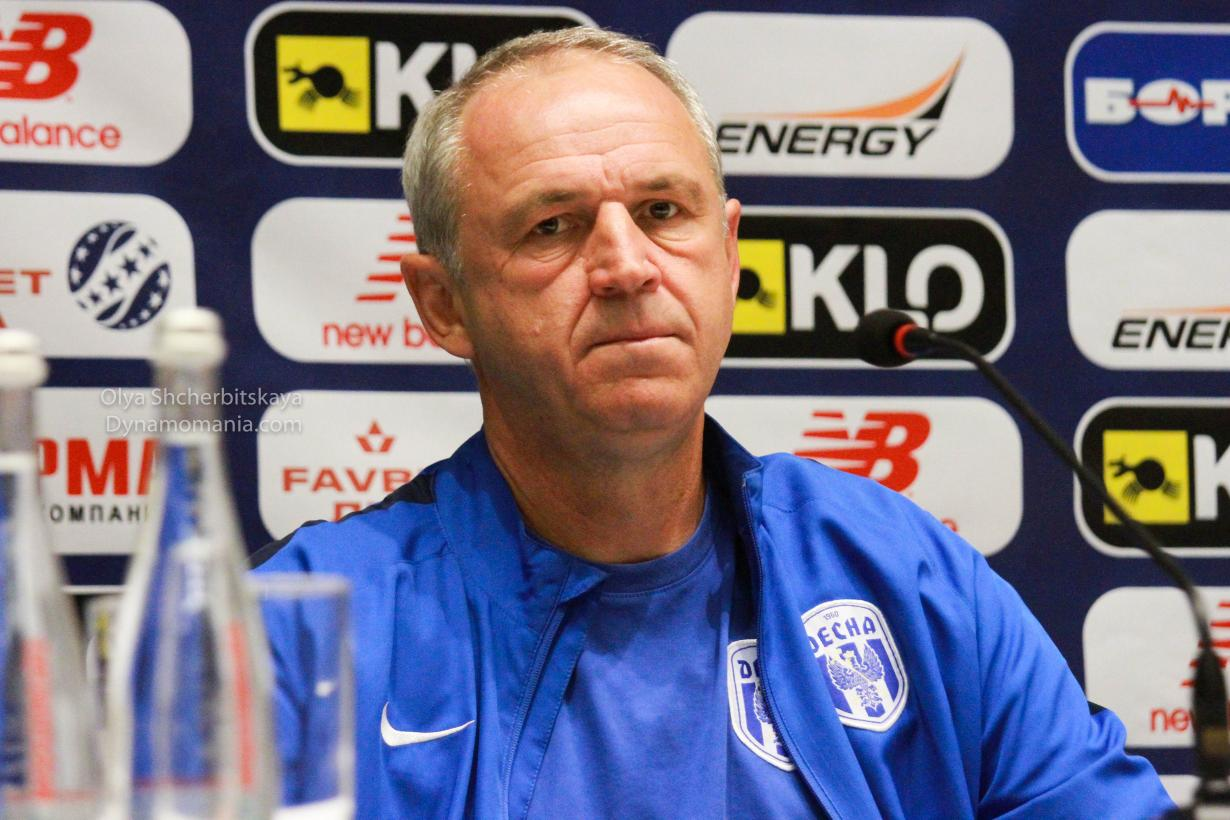
Олександр Рябоконь — багаторічний тренер «Десни», який привів її до найкращих результатів у історії

Узимку склад команди поповнив ряд статусних футболістів — атакувальний півзахисник «Шахтаря» Андрій Тотовицький, вінгер «Карпат» Олексій Гуцуляк, трансферна вартість за перехід якого склала 300 тис. євро, колишній нападник збірної України Пилип Будківський із «Зорі» й центральний захисник норвезького «Ліллестрьому» та збірної Естонії Йоонас Тамм. Водночас півзахисник «Десни» Артем Фаворов за 470 тис. євро перейшов до угорської «Академії Пушкаша». Маючи у своєму складі таких гравців, як Філіппов, Тотовицький, Калітвінцев, Гуцуляк, Картушов, Хльобас, Кузик і Будківський, «Десна» мала одну з найсильніших у лізі, «фантастичну» групу атаки. На старті другої частини сезону команда мінімально програла «Шахтарю», після чого здобула 3 перемоги поспіль, зокрема й над безпосереднім конкурентом — «Зорею», причому «сіверяни» тоді забили єдиний м'яч, перебуваючи в меншості. 12 березня на стадії 1/4 фіналу Кубка України «Десна» зустрілася з «Ворсклою», програвши з рахунком 0:1. Наступний матч чемпіонату з київським «Динамо», який проходив уже в рамках другого етапу, завершився внічию — у складі «Десни» в четвертій грі поспіль голом відзначився Філіппов. Цей поєдинок став останнім перед тривалою паузою в чемпіонаті, яка була обумовлена пандемією COVID-19 і зайняла два з половиною місяці.
| М | Команда  | О  | Єврокубки        |
| - | -------- | -- | ---------------- |
| 1 | «Шахтар» | 75 | Груповий етап ЛЧ |
| 2 | «Десна»  | 55 | 3-й кв. раунд ЛЧ |
| 3 | «Динамо» | 55 | Груповий етап ЛЄ |
| 4 | «Зоря»   | 54 | 3-й кв. раунд ЛЄ |

Регулярний чемпіонат поновився 30 травня. Стиль гри «сіверян» на фініші сезону помітно еволюціонував — «Десна» стала найяскравішою командою Прем'єр-ліги, майже кожен матч якої — «гольова феєрія, хоч і не обов'язково з позитивним результатом». З рахунком 2:0 було обіграно «Колос», потім відбулися поразка від «Шахтаря» (2:3), виїзний розгром «Олександрії» (5:1) і програш «Зорі» (1:2). 28 червня 2020 року в Чернігові з рахунком 3:2 було здобуто перемогу над «Динамо» — пропустивши на 3-й хвилині гол від Циганкова, «сіверяни» спершу зрівняли рахунок зусиллями Картушова, а потім вийшли вперед завдяки автоголу Каргбо. На 86-й хвилині Циганков оформив «дубль», а результат поєдинку вирішив гол «деснянця» Гітченка на 90+1 хвилині. Обігравши в наступному матчі з рахунком 5:1 «Колос», «Десна» обійшла в турнірній таблиці обох своїх конкурентів і за 3 тури до завершення чемпіонату розташувалася на 2-му місці. Однак після поразки від «Шахтаря» з рахунком 2:4 в першому з трьох заключних матчів чернігівська команда знову опинилася на 4-му місці. У передостанньому турі «Десна» зустрілася з «Олександрією», яку обіграла в усіх трьох попередніх матчах сезону із загальним рахунком 10:1. На 9-й хвилині рахунок відкрив захисник «сіверян» Йоонас Тамм, проте надалі «Десна» пропустила 3 голи й програла з рахунком 1:3. Внаслідок цієї поразки перед останнім туром команда втратила шанси на «срібло», проте продовжувала боротьбу за бронзові медалі, для отримання яких потрібно було перемогти «Зорю». Для самої «Зорі» ситуація була наступною: для потрапляння в «трійку» їм було достатньо не програти «Десні», а в разі перемоги над чернігівцями та програшу в паралельному матчі «Динамо» «Колосу» луганці посіли б 2-ге місце.
У вирішальному протистоянні із «Зорею» рахунок на 20-й хвилині відкрив нападник «Десни» Будківський, а на початку другого тайму Хомченовський відновив рівновагу. Тим часом «Динамо» програвало (і в результаті програло) «Колосу», однак гравці «Зорі» уважали за краще не ризикувати й сконцентрувалися на обороні та утриманні рахунку, оскільки в разі поразки їх команда опинилася б на 4-му місці й залишалася без прямої путівки до групового турніру Ліги Європи. Під кінець матчу Олександр Рябоконь кинув усі сили для досягнення переможного результату, застосувавши архаїчну схему «дубль-ве» з п'ятьома нападниками, однак до фінального свистка рахунок не змінився. «Десна» посіла 4-те місце в Прем'єр-лізі, набравши на 3 очки менше за «Динамо», яке фінішувало другим, що стало найкращим результатом у історії клубу й надало йому право на участь у 3-му кваліфікаційному раунді Ліги Європи. Олександр Філіппов із 16 голами посів 2-ге місце в списку найкращих бомбардирів ліги, а Єгор Картушов із 8 гольовими передачами став другим серед найкращих асистентів. Сайт SportArena за підсумками сезону вніс до символічної збірної 33 найкращих гравців сезону в УПЛ п'ятьох футболістів «Десни» — під № 1 воротаря Євгена Паста, захисників Дениса Фаворова та Андрія Гітченка, нападника Олександра Філіппова, під № 3 — захисника Максима Імерекова.

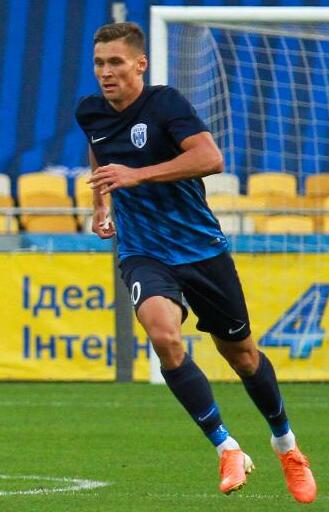
Олександр Філіппов — найкращий бомбардир «Десни» в сезоні 2019/20
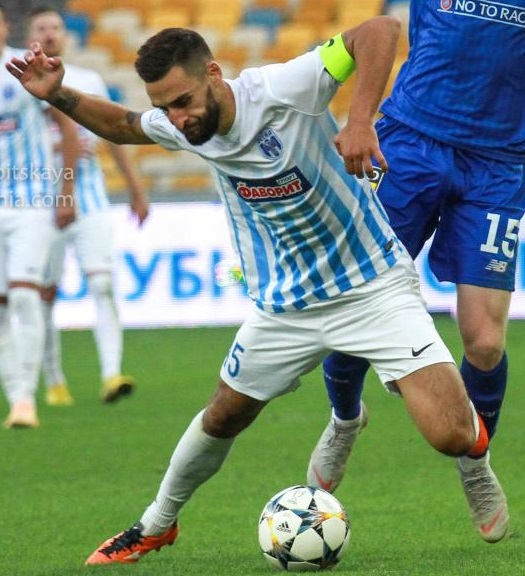
Денис Фаворов — капітан «Десни» у 2018—2020 роках
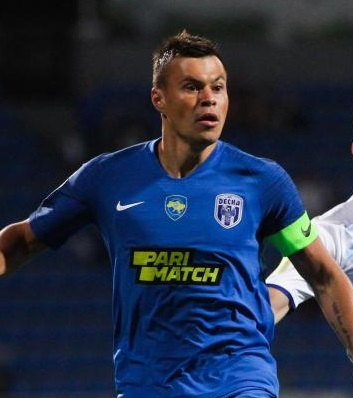
Єгор Картушов виступав за «Десну» з 2012 по 2022 рік. Найкращий асистент «сіверян» у сезоні 2019/20
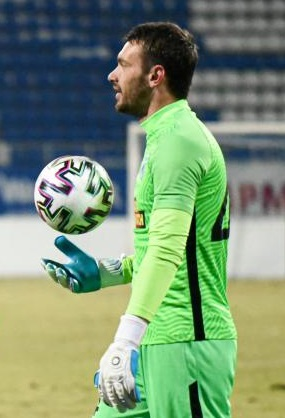
Євген Паст — основний воротар «Десни» впродовж перших трьох сезонів виступів команди в УПЛ

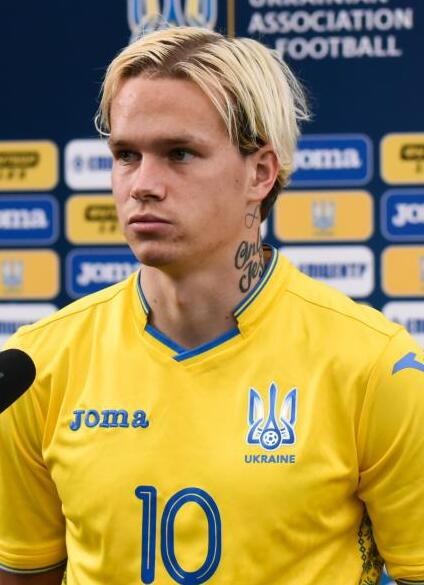
Михайло Мудрик грав за «Десну» в першому півріччі сезону 2020/21

Перед початком сезону 2020/21 стало відомо, що капітан «Десни» Денис Фаворов у статусі вільного агента підписав дворічний контракт із «Зорею». За словами гравця, він мав намір продовжити кар'єру в Чернігові, але керівництво клубу відмовилося продовжувати з ним контракт: «мене просто виставили й показали на двері, культурно». 22 вересня 2020 року, вже після старту чемпіонату Олександр Філіппов за рекордні в історії «Десни» 1 млн 80 тис. євро перейшов до бельгійського «Сінт-Трейдена». За даними ЗМІ, інтерес до одного з найкращих бомбардирів чемпіонату України також виявляли київське «Динамо», португальський «Ріу Аве», іспанський «Леганес», турецький «Сівасспор» і клуби з Італії. Натомість для підсилення атаки в «Шахтаря» був орендований майбутній вінгер лондонського «Челсі» та збірної України Михайло Мудрик.

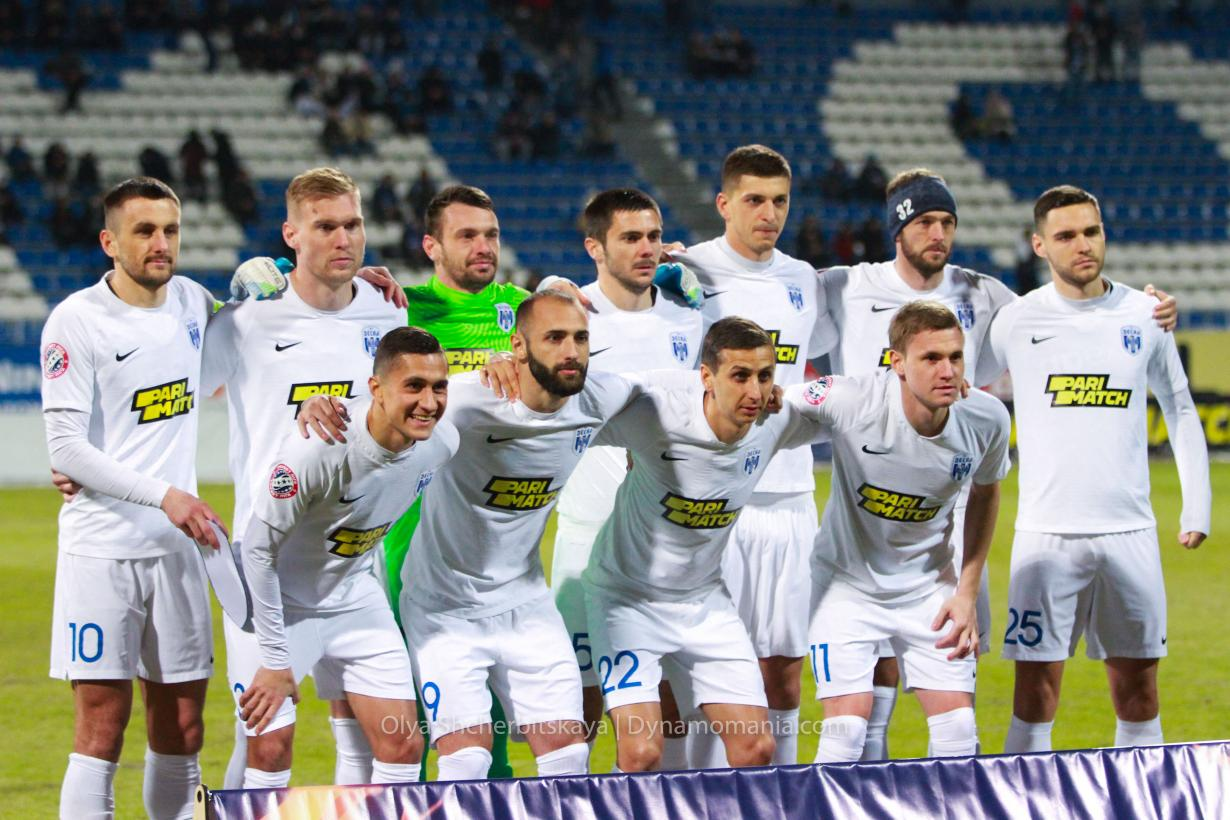
«Десна» перед матчем із «Динамо» 21 лютого 2021 року

Чемпіонат «Десна» розпочала з вольової перемоги над «Зорею» — на гол наприкінці першого тайму від екс-чернігівця Фаворова «сіверяни» у другій половині гри відповіли тричі. У наступному матчі була зафіксована нульова нічия з «Динамо». 24 вересня 2020 року в рамках 3-го кваліфікаційного раунду Ліги Європи відбувся дебютний матч «Десни» в єврокубках. Суперником став «Вольфсбург» — 7-ма команда німецької Бундесліги. Внаслідок нових правил, обумовлених карантинними заходами, протистояння складалося лише з одного поєдинку, який проходив за порожніх трибун стадіону «AOK», запасної арени німецького клубу. На 15-й хвилині після розіграшу кутового рахунок відкрив капітан господарів Жозуа Гілавогі. Після перерви «сіверяни» на деякий час заволоділи перевагою, маючи можливості для взяття воріт, проте на 59-й хвилині опинилися в меншості через видалення Тамма, який отримав дві жовті картки протягом трьох хвилин. Уже в доданий час нападник «Вольфсбурга» Даніель Гінчек забив другий м'яч, завершивши швидку атаку своєї команди. 4 жовтня «Десна» зустрілася в Чернігові з «Шахтарем». Рахунок на 4-й хвилині відкрив півзахисник «гірників» Коваленко, однак невдовзі «сіверяни» не лише зрівняли рахунок, а й вийшли вперед — спочатку Гуцуляк, обігравши двох суперників, асистував Мостовому, а згодом той же Гуцуляк обвів уже чотирьох гравців «Шахтаря» та віддав гольову передачу на Тотовицького. Звести гру до нічиєї «гірникам» удалося лише під завісу поєдинку завдяки голу Дентіньйо. Того ж дня 21-річний захисник Юхим Конопля став першим футболістом «Десни», який отримав виклик до збірної України. До кінця року Юхим зіграв за національну команду 3 матчі — товариські зустрічі з Францією та Польщею, і поєдинок Ліги націй проти Німеччини. Напередодні зимової перерви «Десна» посідала 3-тє місце, випереджаючи «Зорю» на 3 очки. За підсумками 2020 року Дениса Фаворова, який захищав кольори «Десни» в сезоні 2019/20, було визнано найкращим футболістом України за версією сайту газети «Український футбол», воротаря чернігівської команди Євгена Паста — найкращим голкіпером України за версією газети «Молодь України».
У другій частині сезону в складі «Десни» виблискував Андрій Тотовицький. Демонструючи видовищну гру та високоякісний дриблінг, за 5 турів до завершення чемпіонату він із 9 голами й 5 результативними передачами очолював список найкращих гравців Прем'єр-ліги за системою «гол + пас». Однак, забиваючи у ворота «Олександрії» один із своїх шедевральних голів — ударом п'ятою, Андрій травмувався й до кінця чемпіонату на поле не виходив. Наскільки гра чернігівської команди залежала від своєї головної зірки, показали ігри, що пройшли без участі Тотовицького. Наприкінці сезону шанси на потрапляння «Десни» до єврокубків оцінювалися, як украй високі — з п'яти заключних матчів 3 «сіверяни» мали зіграти з командами з числа найгірших у лізі. Втім, у підсумку команда програла кожному з аутсайдерів, взявши в останніх п'яти турах всього 2 очки, внаслідок чого опинилася на 6-му місці й залишилася без єврокубків, чим повністю провалила сезон.

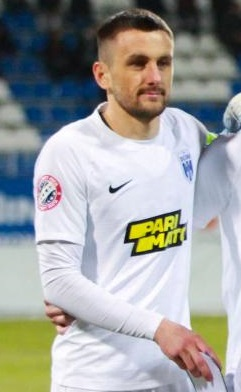
Андрій Тотовицький — найрезультативніший гравець «Десни» в сезоні 2020/21
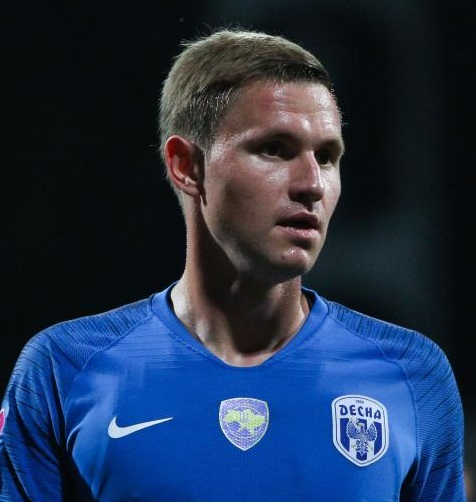
Владислав Калітвінцев — один із лідерів «Десни» під час виступів у елітному дивізіоні
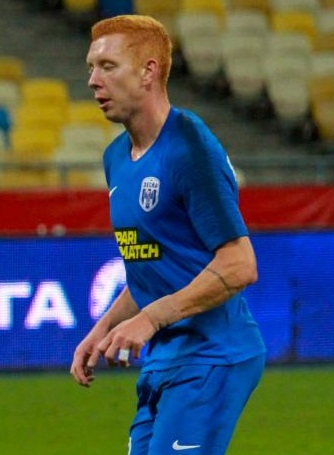
Юхим Конопля — перший представник «Десни» у збірній Україні
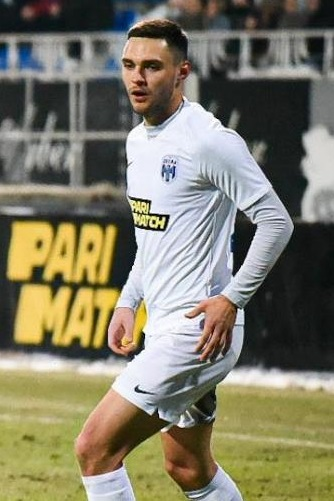
Олексій Гуцуляк посів друге місце у списку найкращих асистентів сезону 2020/21

#### Занепад, масовий відхід гравців і війна (з 2021)

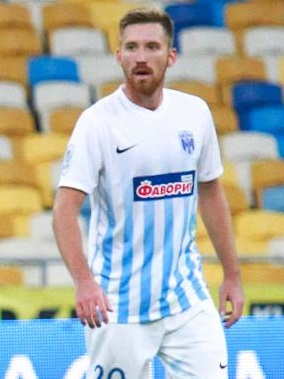
Денис Безбородько — найкращий бомбардир «Десни» в незавершеному сезоні 2021/22

Підготовку до сезону 2021/22 команда зустріла в невизначеності. У ЗМІ надходила інформація про фінансові проблеми клубу та значну заборгованість перед гравцями. З команди пішли всі захисники, основний воротар Євген Паст і капітан Владислав Огіря, а провідний вінгер Олексій Гуцуляк уже після старту сезону був проданий у «Дніпро-1» (за даними ЗМІ, сума трансферу склала від 700 до 800 тис. євро, на половину з яких претендують розформовані львівські «Карпати», що зберегли 50 % прав на футболіста). Водночас «Десні» вдалося не лише здебільшого зберегти свою головну зброю — групу атаки, а й підсилити її, орендувавши 20-річного Вікентія Волошина в «Динамо» та колишнього гравця збірної України Сергія Болбата — у «Шахтаря». До того ж восени склад «Десни» в статусі вільного агента підсилив центральний півзахисник Владлен Юрченко — лідер «Зорі» попередніх сезонів з досвідом виступів у німецькій Бундеслізі та Лізі чемпіонів за «Баєр». Попри великі кадрові втрати, команда несподівано стартувала з 4 перемог поспіль і перед 5-м туром перебувала на 1-му місці. Півзахисник «Десни» Владислав Калітвінцев, який у перших чотирьох іграх сезону відзначився 2 голами й 4 асистами, у вересні був внесений Олександром Петраковим до резервного списку збірної України. Проте, згодом результати команди значно погіршали — першу частину сезону вона завершила на 7-му місці.

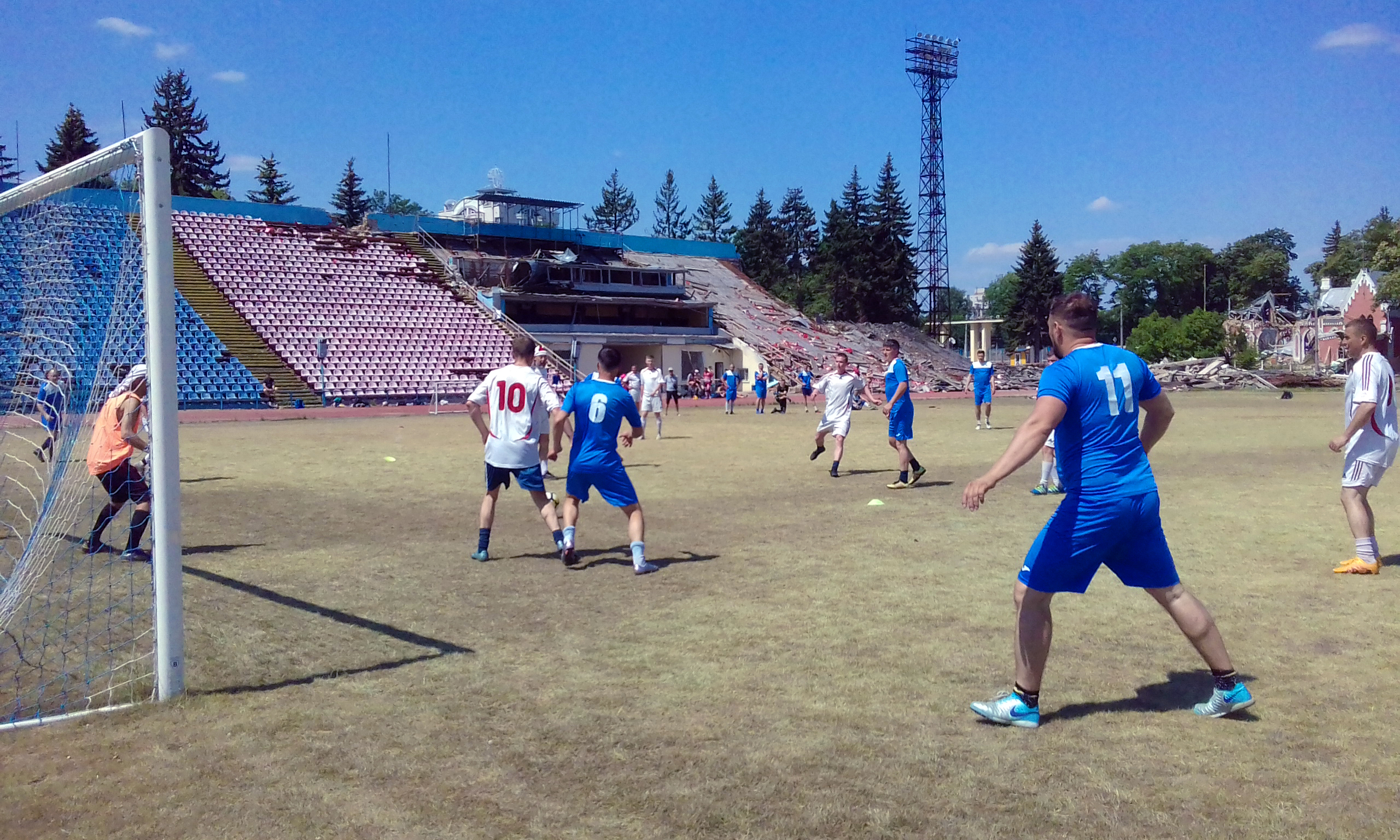
11 червня 2022 року ветеранська команда «Десни» зіграла на зруйнованому російськими військами стадіоні імені Юрія Гагаріна, взявши участь у товариському турнірі на підтримку колишнього гравця «сіверян» Володимира Мацути, який унаслідок наступу окупантів на Чернігів втратив свій будинок

Узимку клуб продовжив втрачати важливих гравців — його залишили Тотовицький, Калітвінцев, Картушов, Юрченко, Будківський, Болбат. Водночас «Десна» отримала заборону на трансфери нових футболістів через борги з зарплати перед румунським захисником Константіном Дімою, який за весь час перебування в команді відіграв за неї загалом 1 хвилину. Проте, заплановане на кінець лютого 2022 року продовження чемпіонату України не відбулося у зв'язку з повномасштабним вторгненням російських військ в Україну, через що розіграш УПЛ було припинено, а команди посіли ті місця, на яких вони перебували за підсумками 18 зіграних турів — «Десна», зокрема, залишилася сьомою. Під час війни головний тренер чернігівської команди Олександр Рябоконь записався до лав територіальної оборони Києва, а тренер юнацького складу «Десни» Олександр Зуб взяв участь у обороні Чернігова від російських загарбників. Ряд футболістів, які виступали за «Десну» — зокрема, Селін, брати Денис і Артем Фаворови, Картушов, Філіппов, Домбровський, Калітвінцев, Мостовий, Паст, Тотовицький, Будківський, Арвеладзе, Литовка та Федоренко — долучилися до надання допомоги Збройним силам України. Наприкінці травня 2022 року стало відомо, що «Десна» не візьме участі в наступному сезоні УПЛ через тривалі бої за Чернігів, під час яких російськими військами була повністю зруйнована клубна інфраструктура, проте, відповідно до рішення Загальних зборів учасників УПЛ збереже за собою місце в елітному дивізіоні на майбутнє.

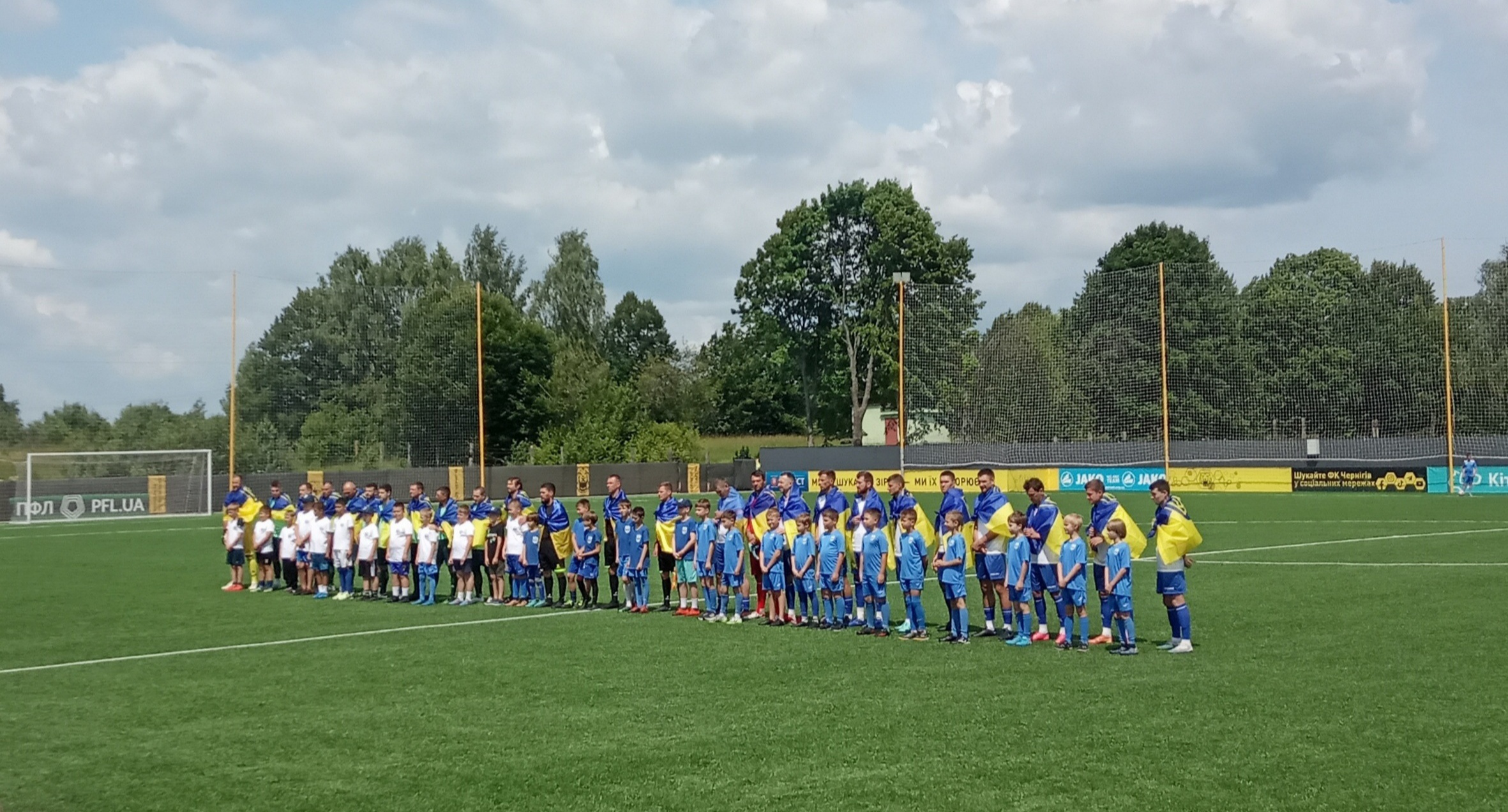
Благодійний матч із нагоди 65-річчя «Десни»

У сезонах 2023/24 та 2024/25 команда також не брала участі. Ситуація з можливим відродженням «Десни» ускладнюється через наявність значної заборгованості перед колишніми футболістами, насамперед у сумі 400 тис. євро, яку клуб згідно з рішенням УЄФА має виплатити румуну Дімі. Продовжує функціонувати дитячо-юнацька школа «Десни», команда якої виступає в чемпіонаті Чернігівської області.
15 червня 2025 року в Чернігові відбувся благодійний матч із нагоди 65-річчя «Десни» з метою збору коштів на допомогу онкохворим дітям. За команду «Зірок Десни» під керівництвом Олександра Рябоконя зіграли Мельник, Картушов, Калітвінцев, Тотовицький, Безбородько, Паст, Гітченко, Огіря, Старенький, Богданов, Селін, Чорноморець, Скепський, Волков та ветерани, які виступали за клуб у ще раніші часи. Їм протистояла команда «Легенд Чернігівщини», складена з професійних гравців та ветеранів Чернігівської області. Підсумком матчу стала нічия з рахунком 7:7.

## Досягнення

### СРСР
- Кубок СРСР
  - 1/8 фіналу: 1965
- Чемпіонат УРСР
  -  Віце-чемпіон: 1982

### Україна
- Прем'єр-ліга
  - 4-те місце: 2019/20
- Кубок України
  - 1/4 фіналу (3): 2013/14, 2017/18, 2019/20
- Перша ліга
  -  Срібний призер: 2016/17
  -  Бронзовий призер: 2017/18
- Друга ліга
  -  Переможець (3): 1996/97, 2005/06, 2012/13
  -  Срібний призер (3): 2000/01, 2003/04, 2004/05
  -  Бронзовий призер: 2002/03

### Індивідуальні відзнаки
Нагороди, якими відзначали окремих футболістів і тренерів «Десни» за підсумками сезону або календарного року:
- Футболіст року в Україні
  -  Денис Фаворов — 2020
- Тренер року в українській Прем'єр-лізі
  -  Олександр Рябоконь — 2019
- Воротар року в Україні
  -  Євген Паст — 2020
- Найкращий футболіст Першої ліги
  -  Денис Фаворов — 2017/18
- Найкращий тренер Першої ліги
  -  Олександр Рябоконь — 2016/17
- Тренер року в Першій лізі
  -  Олександр Рябоконь — 2017

## Символіка клубу

### Кольори та форма
Традиційні кольори «Десни» — білий і синій. У сезоні 1961 року для основного комплекту форми використовувалися біло-блакитні кольори, для резервного — зелено-сині. У товариському матчі зі стокгольмським «Гаммарбю» 22 жовтня 1961 року футболісти «Десни» вийшли на поле у футболках червоного кольору, що символізувало приналежність команди до СРСР, і синіх шортах. З 1962 року використовувалася форма з вертикальними біло-синіми смугами.
Під час виступів у нижчих лігах чемпіонату України «Десна» грала в комплектах форми різноманітного забарвлення, що значною мірою було пов'язано з фінансовими проблемами, які періодично виникали у клубу. Під час перебування на посаді президента Олексія Савченка команда грала у фіолетових кольорах спонсора клубу «Партнер-Банку», що викликало невдоволення серед уболівальників. 2011 року команда повернулася до своїх історичних біло-синіх кольорів.
| Домашня форма «Десни» в сезоні 1961 | Форма, у якій команда виступала з 1962 року | Форма, прийнята в «срібному» сезоні 2016/17 | Форма, у якій команда дебютувала в Прем'єр-лізі | Форма, у якій команда дебютувала в єврокубках |

### Емблема

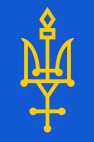
Знак князя Мстислава

Герб Чернігова

На першій емблемі «Десни» переважали зелений і синій кольори й містилися зображення герба Чернігова та футбольного м'яча. 2008 року за президентства Савченка була прийнята нова емблема клубу, яка була виконана в золотисто-білих кольорах і зображала чорного орла з хрестом із міського герба, над яким був розташований один із варіантів тризуба Рюриковичів — символ князя Мстислава Хороброго, засновника Чернігівського князівства.
Сучасна емблема, виконана в традиційних біло-синіх кольорах «Десни», була представлена 27 липня 2016 року. Участь у її розробці взяли вболівальники команди. На геральдичному щиті розташований стилізований орел — основний елемент міського герба Чернігова. Символ орла (спочатку — двоголового) пов'язаний із містом із часів Середньовіччя, коли він був зображений на гербі Чернігівського князівства. Золотий хрест, який тримає орел, символізує значення християнства в історії Чернігова, одного з головних духовних центрів України. Вертикальні сині та білі смуги на емблемі успадковані від форми, у якій футболісти «Десни» грали з 1962 року. Синій колір символізує річку Десну, на якій розташований Чернігів і на честь якої названо клуб, а білий є основою міського прапора. Напис «Десна» виконано «фірмовим» шрифтом, який використовувався на всіх попередніх емблемах клубу.

Перша емблема «Десни» (до 2008 року)
Емблема клубу з 2008 по 2016 рік
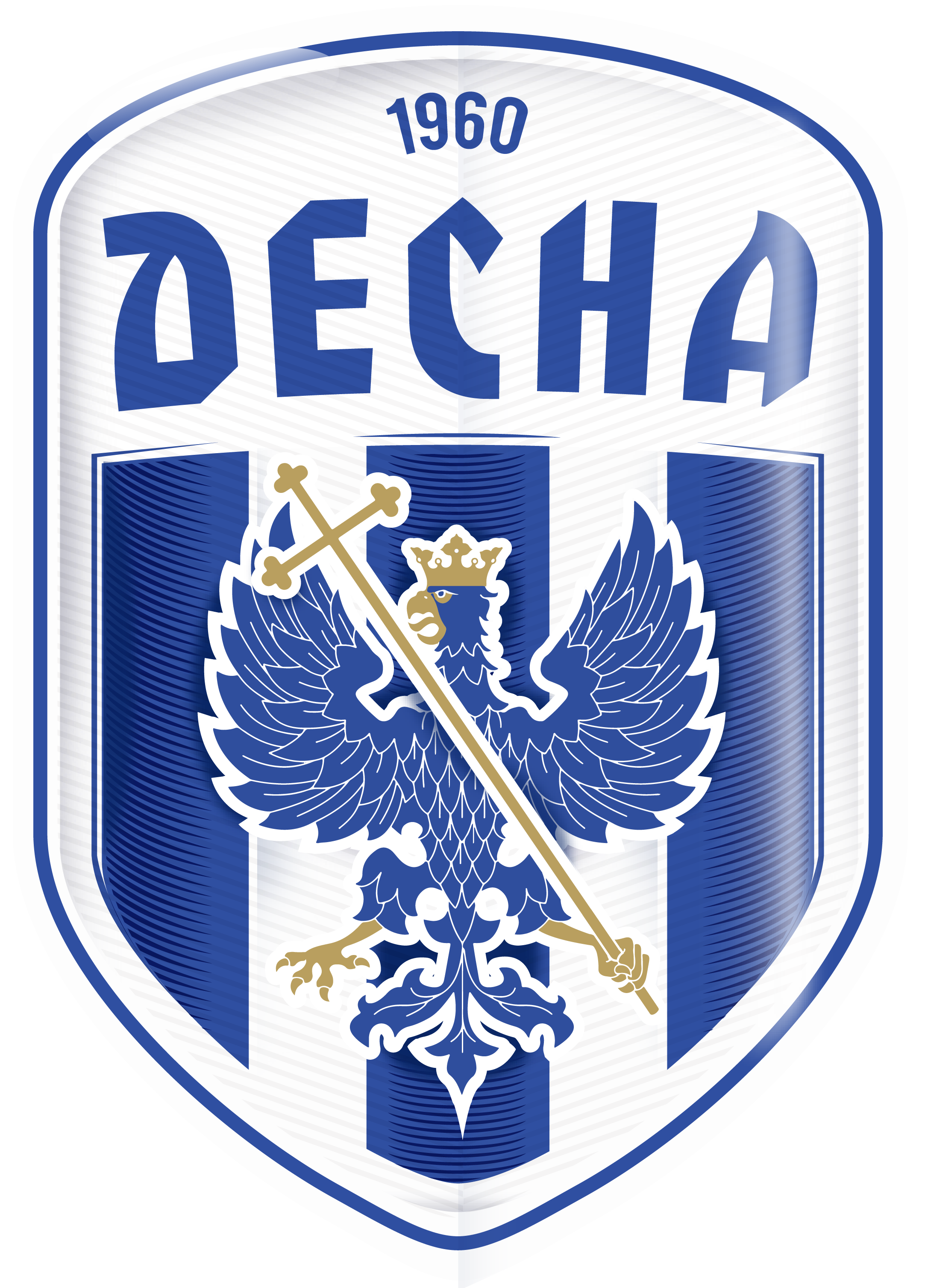
Сучасна емблема (з 2016 року)

### Талісман
12 березня 2021 року був представлений талісман «Десни» — орел Норден. Він одягнений у біло-синю форму, на зворотному боці якої зазначено його ім'я та рік заснування клубу. Завдання Нордена — підтримувати команду й розважати вболівальників під час домашніх матчів. Вибір орла обумовлений тим, що він є символом Чернігова та «Десни», який зображений на гербі міста й емблемі клубу. Ім'я «Норден» (від нім. Norden — «північ») пов'язане з північним розташуванням Чернігова й було обране за підсумками голосування вболівальників, серед запропонованих варіантів також були «Іглі» (від англ. eagle — «орел») та «Сів» (від прізвиська команди «сіверяни»).

## Стадіон

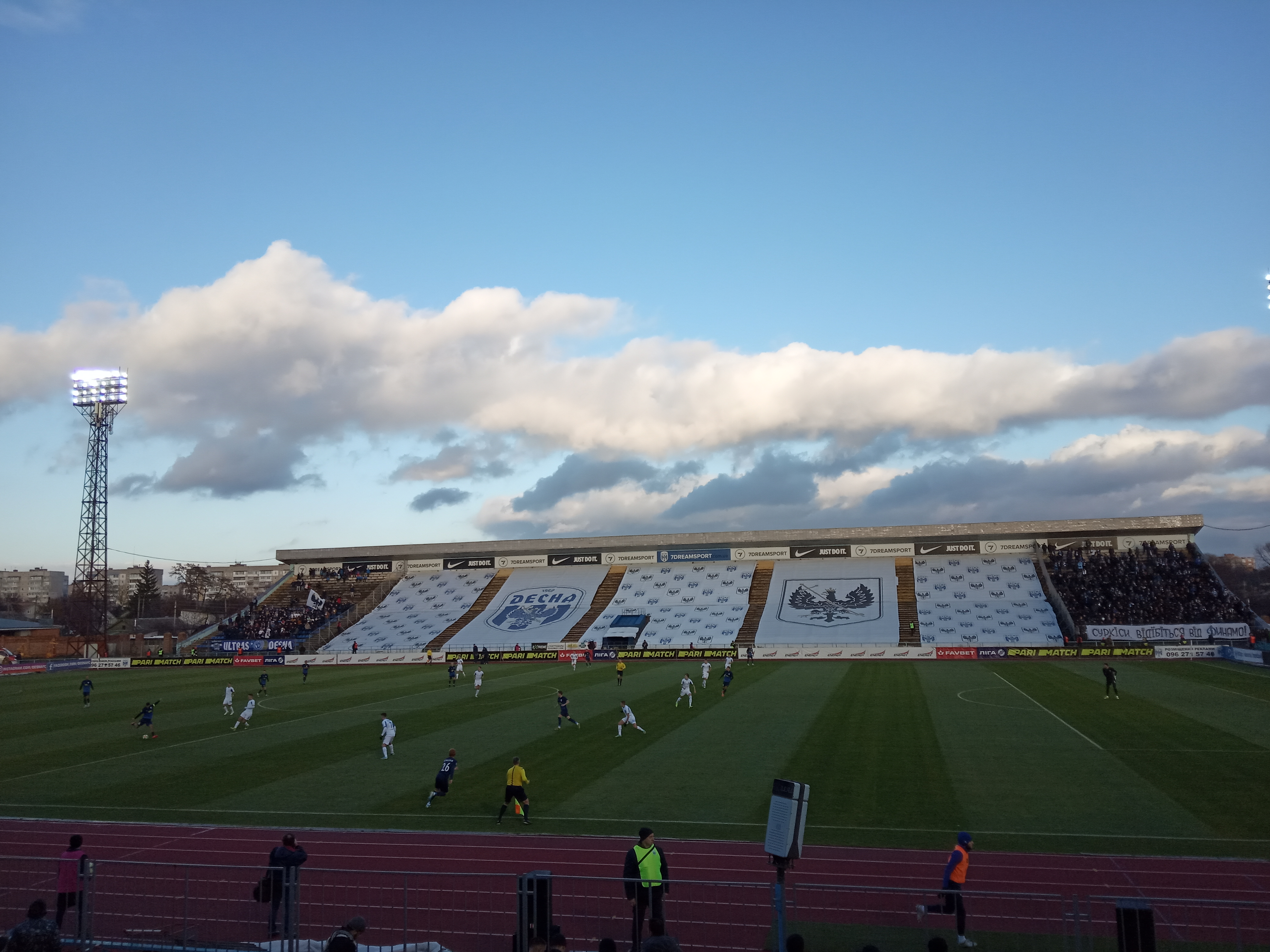
Накрита банерами Східна трибуна стадіону під час матчу УПЛ

Домашні матчі «Десна» проводила на стадіоні, збудованому 1936 року в центральній частині Чернігова біля Міського саду, який з 1961 року носить ім'я першого космонавта Юрія Гагаріна. З часу заснування клубу в 1960 році дві трибуни відновленого після війни стадіону вміщали 11 000 глядачів. У 1980-ті роки було проведено нову реконструкцію, внаслідок якої кількість місць на Східній трибуні збільшилася з 4 до 7 тис.. 2008 року на Західній трибуні були встановлені індивідуальні пластикові сидіння й загальна місткість стадіону склала 12 060 глядачів. 2009 року стадіон, який раніше належав місту, був переданий міським керівництвом у власність держави.
Протягом сезону 2016/17 у зв'язку з планами Олексія Чеботарьова вивести «Десну» в Прем'єр-лігу за рахунок клубу було проведено масштабну реконструкцію, під час якої на основному полі було укладено новий газон і встановлено систему електричного підігріву, підготовлено тренувальне поле з трибунами на 60 місць та створено необхідну інфраструктуру для футболістів, зокрема готель, відновлювальний комплекс і медичний центр. Команда в цей період проводила домашні матчі на стадіонах «Оболонь-Арена» в Києві та «Сонячний» у Харкові. У 2018—2021 роках на стадіоні імені Гагаріна проводилися матчі Прем'єр-ліги. Тодішня місткість арени становила 5500 місць — повністю відкритою для глядачів була лише Західна трибуна. Східна трибуна, як і раніше, оснащена дерев'яними лавками й за винятком двох крайніх секторів, призначених для фанатів «Десни» та гостьових команд, накрита банерами. 2022 року під час російсько-української війни стадіон зазнав катастрофічних руйнувань від обстрілів і бомбардувань російськими військами та став повністю непридатним для проведення футбольних матчів. За оцінкою президента «Десни» Володимира Левіна збитки клубу внаслідок знищення інфраструктури арени склали близько 3 млн євро.

## Уболівальники
Уперше пов'язаний із футболом ажіотаж спостерігався в Чернігові 1961 року, коли «Десна» перебувала в групі лідерів своєї зони радянського класу «Б». Історик чернігівського футболу Віктор Муха згадував:
У дні календарних зустрічей «Десни» на обласному стадіоні … була обстановка якоїсь особливої піднесеності. Внутрішньоміські автобусики, які спеціально направляли сюди перед закінченням матчу, під зав'язку набивалися уболівальниками, котрих транзитом розвозили по усіх міських маршрутах … У дні домашніх матчів спілкування-дискусії любителів футболу проходили перед турнірною таблицею на стадіоні, а коли чернігівці грали в гостях — біля готелю «Десна» … А телефоністки міжміської станції були готові повідомити кожному, хто цікавиться, результат чергової виїзної гри…

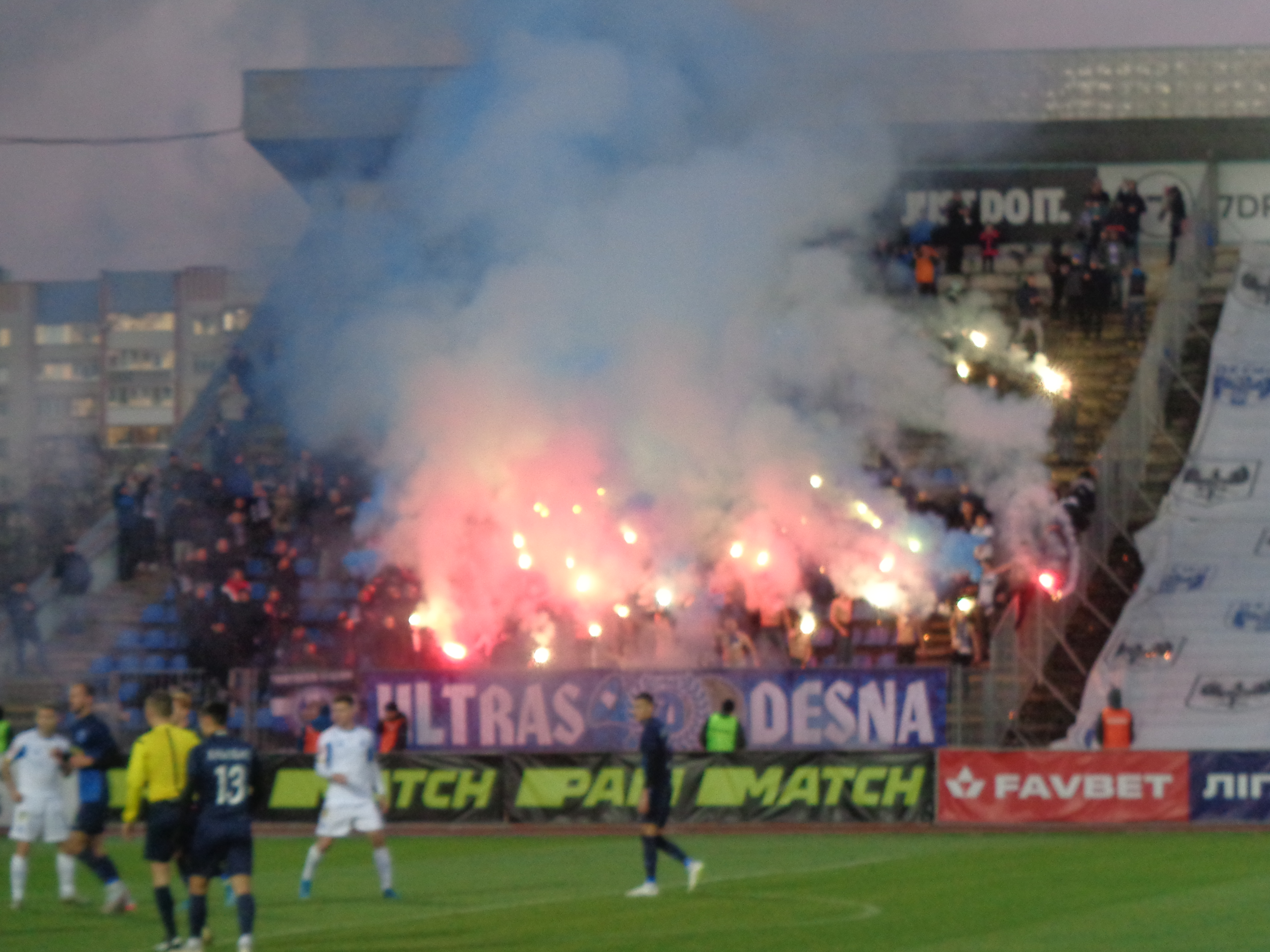
Фанатський сектор «Десни»

У незалежній Україні значний сплеск відвідуваності, аж до 6520 глядачів у середньому за гру в сезоні 2003/04, припав на першу половину 2000-х років — «Десна» на той час перебувала серед лідерів другої ліги, а в її складі виступали переважно місцеві вихованці. Найбільша відвідуваність домашніх матчів у чемпіонаті України — 6684, була зафіксована в сезоні 2007/08, у якому команда посіла 4-те місце в першій лізі. Окремі домашні матчі «Десни» встановлювали рекорди відвідуваності в шести сезонах другої ліги й у трьох розіграшах першої ліги. В елітному дивізіоні найпопулярнішим у глядачів став сезон 2019/20 — перед закриттям стадіону для вболівальників через карантинні обмеження на останні 10 турів чемпіонату середній показник становив 3920 осіб на матч, що стало 5-м результатом серед усіх команд УПЛ.
Фанатський рух «Десни» з'явився 1989 року. Перший організований виїзд фанатів відбувся 1 серпня 1990 року, коли 4 вболівальники чернігівської команди відвідали гостьовий матч із київським СКА. Серед них був Олександр Волощук, надалі — відомий український мандрівник, журналіст і письменник, ветеран російсько-української війни, який є рекордсменом за кількістю відвідувань виїзних матчів «Десни». Починаючи з 2016 року, кілька сезонів поспіль на матчі команди в Україну приїздив Іан Браш, британський уболівальник «Десни» з Шеффілда. У березні 2022 року під час оборони Чернігова від російських військ загинув Андрій Козаченко — один із найактивніших уболівальників «Десни», який із початком ворожої навали записався до територіальної оборони.

### Відвідування
Відвідуваність домашніх матчів «Десни», середня кількість глядачів на грі чемпіонату країни впродовж сезону:
- Світло-синій — Прем'єр-ліга
- Темно-синій — перша чи друга ліги
- У сезоні 2016/17 «Десна» проводила домашні матчі в Києві та Харкові

## Керівництво клубу
| Посада              | Ім'я              |
| ------------------- | ----------------- |
| Президент           | Володимир Левін   |
| Віце-президент      | Ігор Базалінський |
| Віце-президент      | Сергій Третіних   |
| Виконавчий директор | Ігор Ушарук       |
| Спортивний директор | Вадим Мельник     |

## Головні тренери
Перелік головних тренерів клубу
- Олександр Щанов (1960)
- Анатолій Жиган (1960)
- Йосип Ліфшиць (1961)
- Євген Горянський (1962—1963)
- Михайло Чирко (1963)
- Вадим Радзишевський (1964)
- Валентин Тугарін (1965—1966)
- Сергій Коршунов (1966)
- Віктор Жильцов (1967)
- Євген Лемешко (1967)
- Валентин Тугарін (1968—1969)
- Володимир Онищенко (1969)
- Олег Базилевич (1969—1970)
- Юхим Школьников (1976—1982)
- Андрій Процко (в.о.) (1983)
- Євген Горянський (1983—1984)
- Михайло Фоменко (1985—1986)
- Андрій Процко (1987)
- Анатолій Молотай (1988)
- Михайло Дунець (1988—1989)
- Андрій Процко (в.о.) (1989)
- Юрій Грузнов (1990—1993)
- Андрій Процко (в.о.) (1993)
- Віктор Дубіно (1994)
- Андрій Процко (1994—1996)
- Юхим Школьников (1996—1999)
- Юрій Грузнов (1999—2002)
- Вадим Лазоренко (2002—2004)
- Олександр Томах (2004—2007)
- Сергій Бакун (в.о.) (2007)
- Сергій Кучеренко (2007—2008)
- Олександр Рябоконь (2008)
- Михайло Дунець (2009)
- Юрій Овчаров (в.о.) (2009)
- Олександр Рябоконь (2009—2010)
- Віктор Догадайло (в.о.) (2010)
- Ігор Хімич (в.о.) (2010)
- Олег Мельниченко (в.о.) (2010)
- Олексій Скала (2010)
- Анатолій Беляй (2011)
- Олександр Дериберін (2011)
- Олександр Рябоконь (2012—2022)

## Президенти
| Президент            | Період    |
| -------------------- | --------- |
| Іван Федорець        | 1994—1997 |
| Аркадій Ринський     | 1997—1998 |
| Володимир Хоменко    | 1998—1999 |
| Іван Чаус            | 1999—2007 |
| Олексій Савченко     | 2007—2008 |
| Валерій Коротков     | 2009      |
| Олександр Поворознюк | 2009—2010 |
| Юрій Тимошок         | 2010—2012 |
| Олексій Чеботарьов   | 2012—2017 |
| Володимир Левін      | з 2017    |

## Рекорди

### Командні рекорди
- Найбільша перемога в усіх змаганнях: 12:0 — проти «Боярки-2006», друга ліга, сезон 2005/06, 20 травня 2006 року[288]
- Найбільші перемоги в Прем'єр-лізі[289]:
  - 6:2 — проти «Карпат», сезон 2019/20, 8 грудня 2019 року
  - 5:1 — проти «Олександрії», сезон 2019/20, 14 червня 2020 року
  - 5:1 — проти «Колоса», сезон 2019/20, 5 липня 2020 року
  - 4:0 — проти «Маріуполя», сезон 2019/20, 29 вересня 2019 року
  - 4:0 — проти «Маріуполя», сезон 2019/20, 29 лютого 2020 року
  - 4:0 — проти «Руху», сезон 2020/21, 8 березня 2021 року

### Рекорди тренерів
- Рейтинг футбольних тренерів світу за найбільшою тривалістю роботи в одному клубі, складений Міжнародним центром спортивних досліджень станом на 1 березня 2022 року: 12-те місце — Олександр Рябоконь («Десна»)[290][291].

### Рекорди гравців
- Найбільша кількість голів у сезоні: 25 — Олександр Кожем'яченко, сезон 2004/05[292]
- Найбільша кількість голів у чемпіонаті за сезон: 22 — Олександр Кожем'яченко, друга ліга, сезон 2005/06[292]
- Найбільша кількість голів у Прем'єр-лізі: 22 — Олександр Філіппов[293]
- Найбільша кількість голів у одному сезоні Прем'єр-ліги: 16 — Олександр Філіппов, сезон 2019/20[293]
- Найшвидший гол: на 14-й секунді — Олександр Кожем'яченко, проти «Карпат-2», друга ліга, 28 травня 2006 року[294]

| Рекордсмени за кількістю матчів       |        |
| Гравець                               | Матчів |
| 1. Сергій Сапронов (1979–2000)        | 475    |
| 2. Геннадій Горшков (1977—1987)       | 385    |
| 3. Валерій Кравчинський (1960—1970)   | 383    |
| 4. Андрій Процко (1966—1980)          | 322    |
| 5. Володимир Авраменко (1991—2004)    | 315    |
| 6. Олександр Кожем'яченко (1999—2011) | 312    |
| 7. Валентин Буглак (1981—1992)        | 297    |
| 8. Юрій Надточій (1985—1996)          | 287    |
| 9. Олександр Савенчук (1993—2004)     | 276    |
| 10. Виктор Рудий (1980—1999)          | 275    |

| Найкращі бомбардири                   |       |
| Гравець                               | Голів |
| 1. Олександр Кожем'яченко (1999–2011) | 129   |
| 2. Геннадій Горшков (1977—1987)       | 112   |
| 3. Юхим Школьников (1960—1968)        | 77    |
| 4. Володимир Авраменко (1991—2004)    | 59    |
| 5. Андрій Процко (1966—1980)          | 58    |
| 6. Юрій Яковенко (1990—2004)          | 57    |
| 7. Юрій Овчаренко (1990—1998)         | 54    |
| 8. Валентин Круковець (2002—2007)     | 53    |
| 9. Ігор Бобович (1993—2007)           | 50    |
| 10. Олександр Філіппов (2016—2020)    | 47    |

## Відомі гравці

### Гравці національних збірних
Футболісти «Десни», що коли-небудь виступали за національні збірні:
| - Віктор Банніков (1960—1961) - Андрій Біба (1970) - Сергій Морозов (1970) - Олег Кузнецов (1981—1982) - Дмитро Тяпушкін (1988—1990) - Станіслав Тюленєв (1994) - Владислав Носенко (2003) | - Олександр Романчук (2003) - Андрій Ярмоленко (2006) - Денис Олійник (2017) - Олександр Ковпак (2018) - Андрій Богданов (2019) - Юхим Конопля (2019—2021) | - Пилип Будківський (2020—2021) - Олексій Гуцуляк (2020—2021) - Йоонас Тамм (2020—2021) - Михайло Мудрик (2020) - Євген Селін (2021—2022) - Сергій Болбат (2021) |

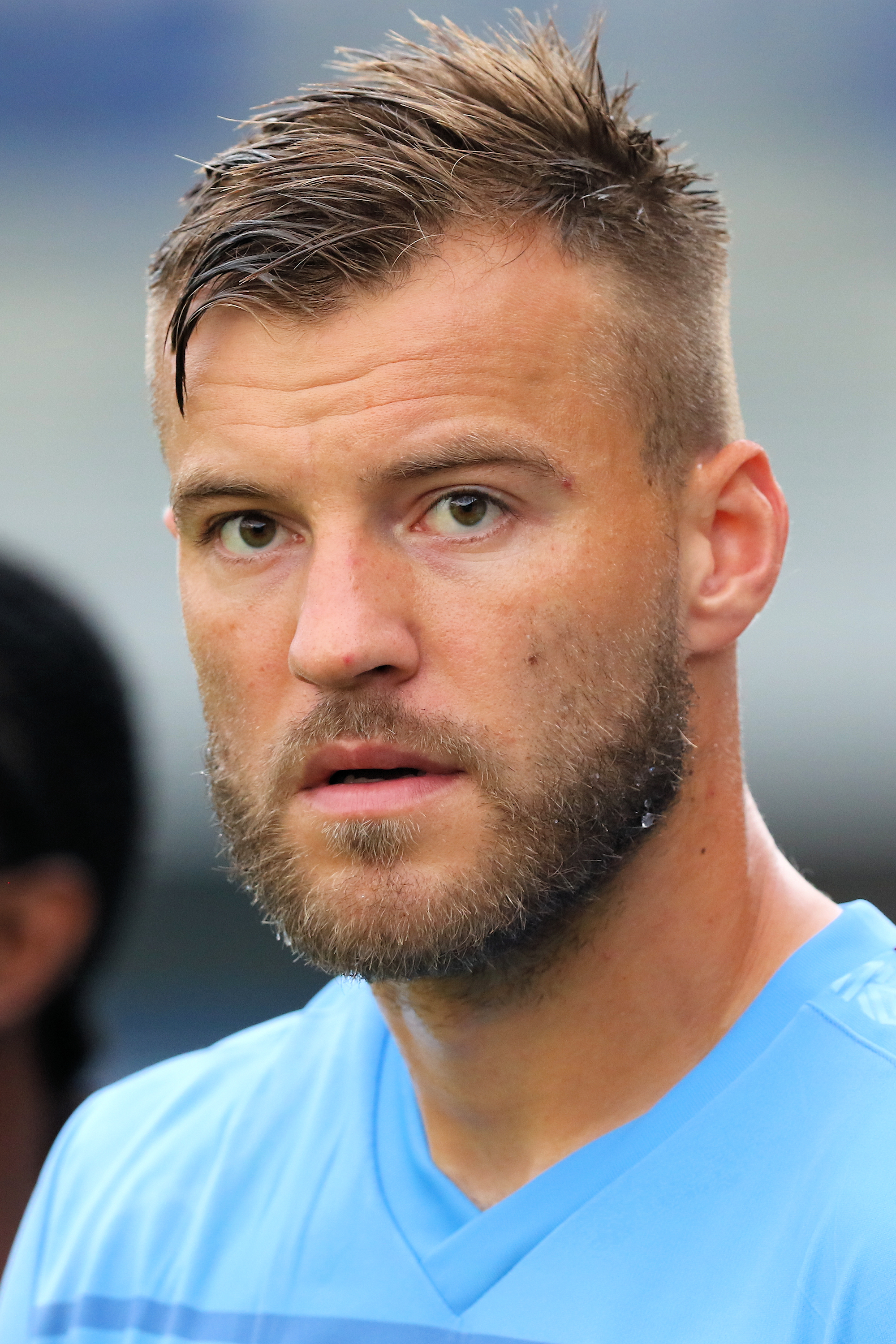
Андрій Ярмоленко
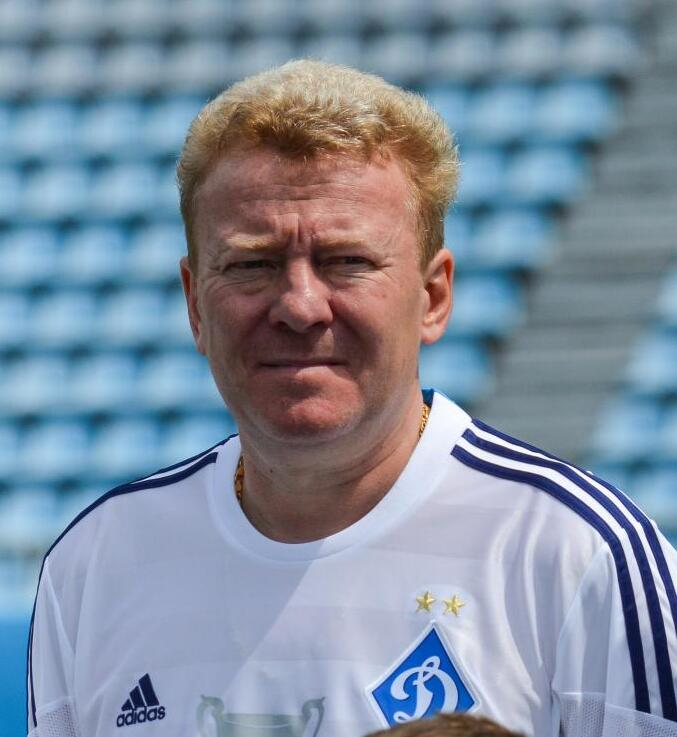
Олег Кузнецов
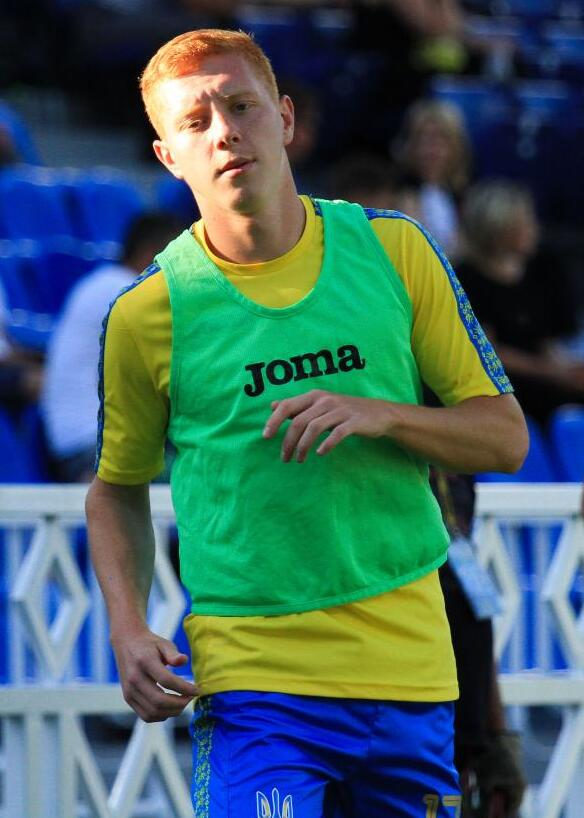
Юхим Конопля
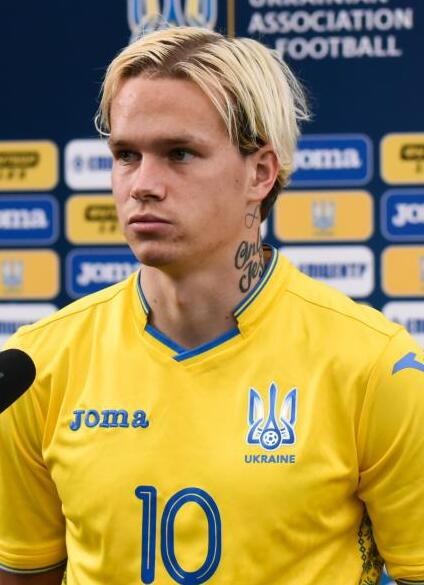
Михайло Мудрик

### Гравці, внесені до списків 33 найкращих футболістів Прем'єр-ліги
Гравці «Десни», які вносилися до списків 33 найкращих футболістів Прем'єр-ліги (версія сайту SportArena, у сезоні 2020/21 — спільно з УПЛ):
| - Євген Паст — 2019/20, № 1 на позиції «воротар» - Денис Фаворов — 2019/20, № 1 на позиції «правий захисник» - Андрій Гітченко — 2019/20, № 1 на позиції «центральний захисник» - Олександр Філіппов — 2019/20, № 1 на позиції «нападник» - Максим Імереков — 2019/20, № 3 на позиції «центральний захисник» | - Олексій Гуцуляк — 2020/21, № 2 на позиції «правий півзахисник» - Андрій Тотовицький — 2020/21, № 2 на позиції «нападник» - Владислав Калітвінцев — 2021/22, № 3 на позиції «правий півзахисник» - Олексій Гуцуляк — 2021/22, № 3 на позиції «атакувальний півзахисник» |